# Gubernia Basarabia
Gubernia Basarabia (în rusă : Бессарабская губерния) a fost o gubernie (din 1818 până în 1873 a purtat denumirea de regiune/„oblastie”, în rusă: Бессарабская область) în sud-vestul Imperiului țarist.
Teritoriul guberniei a fost răpit Moldovei prin Tratatul de la București, care a urmat războiului ruso-turc din anii 1806–1812. Teritorial regiunea s-a învecinat cu Regatul României (în vest) și guberniile Herson (est) și Podolia (nord-est).
Gubernia a fost desființată în octombrie 1917, odată cu proclamarea Republicii Democratice Moldovenești.

## Istorie

### Anexarea

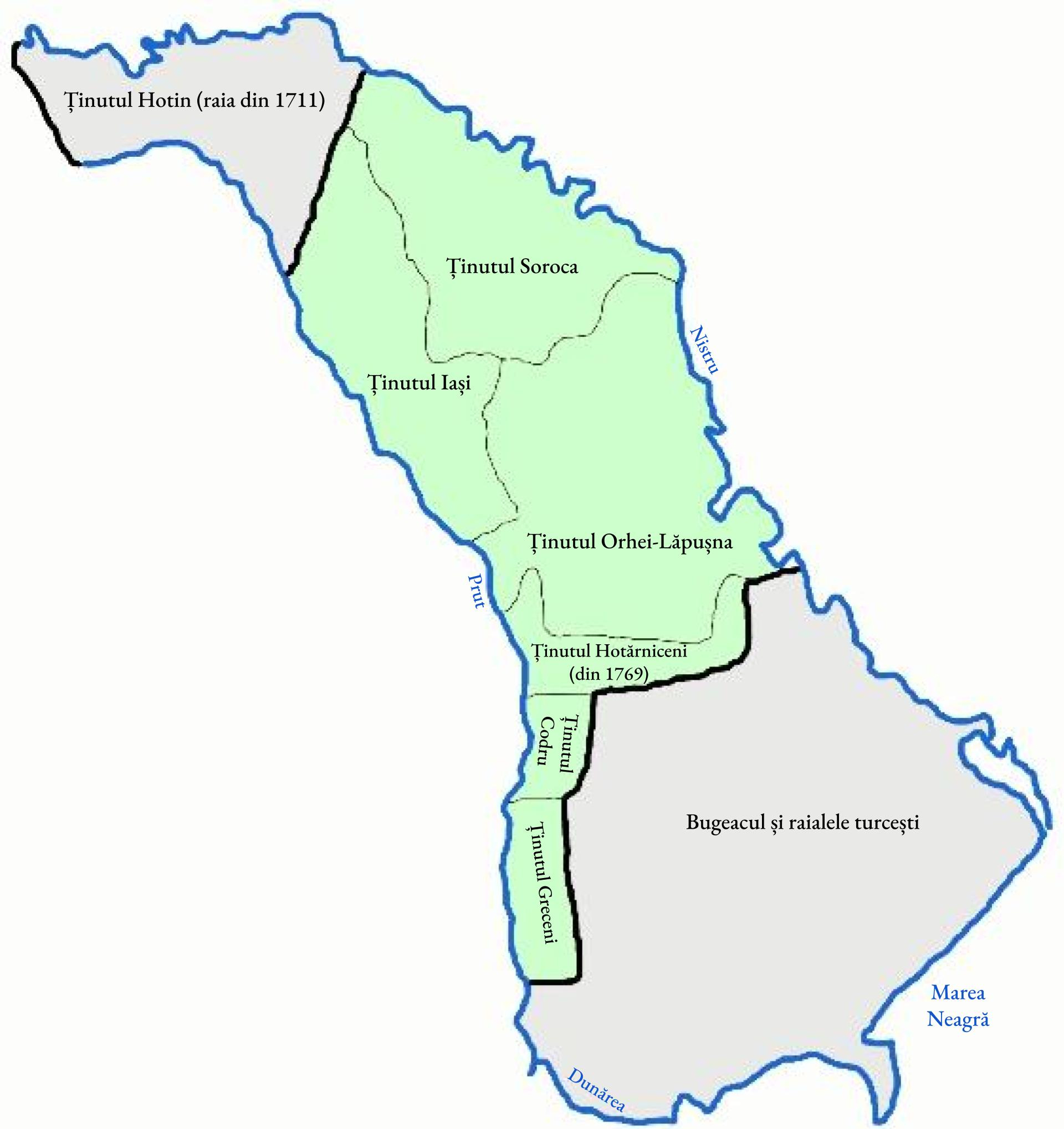
Interfluviul pruto-nistrean înainte de anexarea la Imperiul Rus.

În momentul în care Imperiul Rus a observat slăbirea Imperiului Otoman, a ocupat jumătatea de est a Moldovei, între Prut și Nistru. Această acțiune a fost urmată de șase ani de război, care au fost încheiați prin Tratatul de la București (1812), prin care Imperiul Otoman a recunoscut anexarea rusă a provinciei. Prin Tratatul de pace de la București, semnat pe 16/28 mai 1812, între Imperiul Rus și Imperiul Otoman, la încheierea războiului ruso-turc din 1806 – 1812, Rusia a ocupat teritoriul de est al Moldovei dintre Prut și Nistru, pe care l-a alăturat Ținutului Hotin și Basarabiei/Bugeacului luate de la turci, denumind ansamblul Basarabia (în 1813) și transformându-l într-o gubernie împărțită în zece ținuturi (Hotin, Soroca, Bălți, Orhei, Lăpușna, Tighina, Cahul, Bolgrad, Chilia și Cetatea Albă, capitala guberniei fiind stabilită la Chișinău).

### Perioada provizorie, autonomia și gubernia Basarabiei
Dacă la început țarul Alexandru I a încercat să câștige simpatia noilor supuși prin asigurarea unor condiții de dezvoltare autonome a provinciei, în scurtă vreme s-a trecut la reorganizarea Basarabiei ca gubernie, populația fiind supusă politicii de rusificare (vezi istoria moldovenismului). Drept rezultat, la 23 iulie 1812, amiralul P.V. Ciceagov semnează regulamentul organizării temporare a noii provincii anexate, remis lui Scarlat Sturdza, primul și de fapt, ultimul nobil moldovean, care va ocupa funcția de guvernator civil al regiunii. 

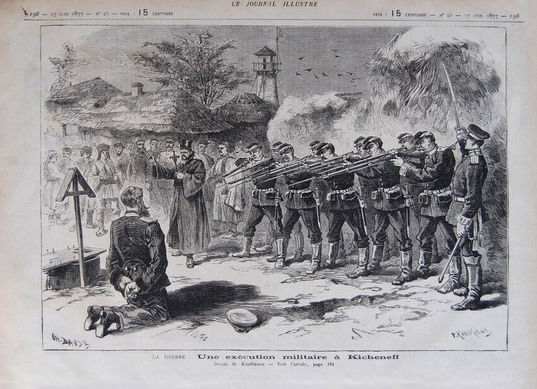
Executarea unui ofițer rus suspectat de trădare în timpul războiul ruso-turc din 1877–78. Chișinău, 1878.

În perioada lui Sturdza, pe 2 februarie 1813 este instituit organul executiv al Basarabiei, constituit din două departamente. La 27 martie, același an, în cadrul primului departament al administrației Basarabiei este instituită Judecătoria regională, iar pe 17 aprilie (1813), este inaugurată eparhia Chișinăului și Hotinului.
Pe 17 iunie 1813, Scarlat Sturdza este eliberat pe motiv de boală din postul de guvernator civil al Basarabiei, el devenind astfel, primul și ultimul cîrmuitor băștinaș în Basarabia țaristă. Deși a guvernat o perioadă atît scurtă, Sturdza și Gavriil Bănulescu-Bodoni, Mitropolitul Chișinăului și Hotinului, semnează o petiție pentru implementarea auto-guvernării și crearea unui guvern civil, bazat pe legile moldovenești tradiționale, care a fost oficial recunoscut în 1818.
Pe 21 august 1813, țarul Alexandru I aprobă proiectul de instituire a eparhiei Chișinăului și Hotinului, căreia i-au fost subordonate și bisericile din așa numită Ucraină hănească sau stepa Oceacului, cu orașele Ananiev, Tiraspol și Odesa.
În anul 1814, nemții strămutați în Basarabia întemeiază prima lor colonie – Tarutino. Tot în acel an, la 2 martie are loc un cutremur de pământ.
La 12 septembrie 1815 este emis manifestul împărătesc cu privire la încorporarea recruților (cîte o persoană de la fiecare 500 de suflete) și scutirea de serviciul militar a populației din Basarabia și Georgia.
La sfîrșitul anului 1816, din poruncă împărătească este creată comisia pentru ridicare topografică a Basarabiei, sub conducerea lui A.O. Kornilovici.
În 1817, guvernul țarist recunoaște drepturile mănăstirilor de peste hotare asupra moșiilor sale din Rusia. S-a dovedit că partea nouă a Chișinăului se construiește pe pămînturile stăpînite de mănăstirile închinate din Iași – Galata și Frumoasa. Drept urmare apăruse problema mutării centrului administrativ la Tighina. Între timp, guvernul rus propune patriarhului de Ierusalim și arhiepiscopiului de Sinai, schimbarea moșiilor din raza Chișinăului pe alte moșii ori să le vîndă. Cei doi găsesc de cuviință să le dăruiască țarului.
În 1818, la propunerea mitropolitului Bănulescu-Bodoni, Chișinăul a fost declarat oficial centru administrativ al Basarabiei. Tot în acel an, începe funcționarea unei tipografii pe lîngă administrația regiunii. De asemenea în 1818, are loc și deschiderea oficială a portului Ismail.
La 26 aprilie 1818, fiind în drum de la Hotin spre Chișinău, împăratul Alexandru I înnoptează la Bălți, unde îl ajunge vestea despre nașterea nepotului său – Alexandru, viitor împărat. Cu această ocazie a dat dispoziție să i se acorde localității statut de oraș. În ziua următoare țarul sosește la Chișinău, ocazie cu care sancționează un nou regulament de administrare a Basarabiei, cunoscut sub denumirea de Așezământul de organizare administrativă a Basarabiei”.

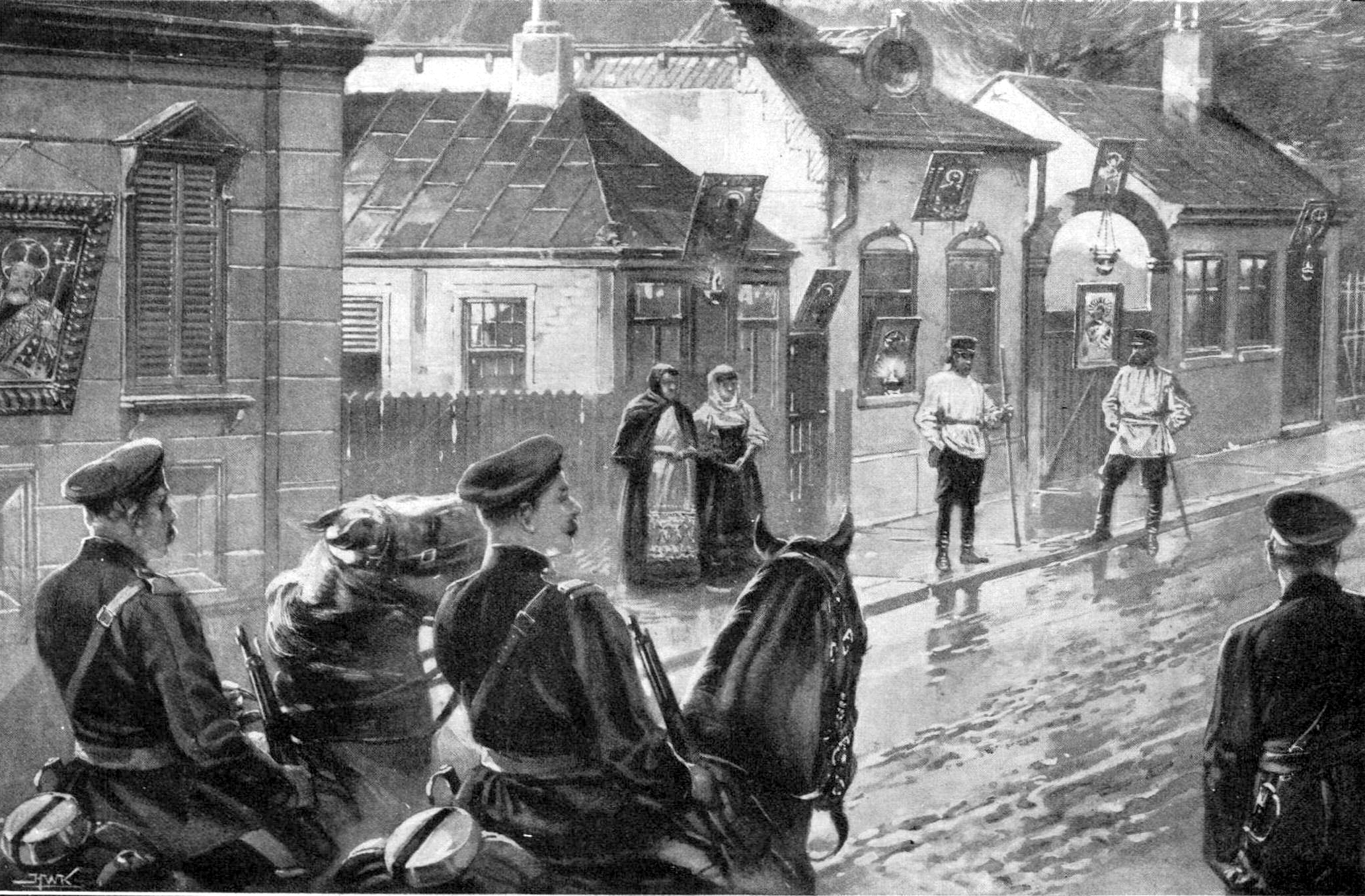
Gărzi pe străzile orașului Ungheni.
— Extras din revista englezească The Illustrated London News din 1905, cu referire la Revoluția rusă din același an.

Pe 1 aprilie 1819 prin decret imperial la Reni este înființată Judecătoria comercială, care urma să examineze litigii din întreaga Basarabie. În calitate de președinte a fost numit consilierul de stat – Persiani. Tot în acel an, la 29 decembrie, drept rezultat al intervenției lui I.N. Inzov, Alexandru I emite un decret care acordă coloniștilor bulgari din Basarabia, drepturi și privilegii deosebite.
La 20 noiembrie 1820, împăratul aprobă decizia Consiliului de Miniștri de a transfera Comitetul tutelar al coloniștilor din sudul Rusiei, din orașul Ekaterinoslav la Chișinău, la dorința lui Inzov, proaspăt numit în postul de rezident imperial al Basarabiei.
În 20 februarie 1821, eteriștii în frunte cu Ipsilanti au purces din Chișinău în expediția lor spre Prut. La sfîrșitul iernii aceluiași an, s-a produs un puternic cutremur care a avariat mai multe case în Chișinău, Tighina și Cetatea Albă.
La 12 august 1822, a fost deschisă Adunarea deputaților nobilimii din Basarabia. Tot în acest an, țarul aprobă decizia Consiliului de Miniștri privind scutirea coloniștilor bulgari și germani, stabiliți în regiune, de plata taxei către stat pe lemnul adus din Herson pentru a-l utiliza la construcția caselor personale și publice.
Pe 28 mai 1823, Alexandru I emite pe numele Senatului un decret privind instituirea în Basarabia a Direcției vamale de circumscripție în frunte cu consilierul Iankovski, care exercita funcția de șef a vămii Sculeni.
Pe 30 septembrie 1823, țarul Alexandru I vizitează Cetatea Hotinului. În același an, pe 12 octombrie este deschisă școala duhovnicească parohială din Cetatea Albă.
În 1824, cinci familii sosite din Elveția înființează colonia Șaba.

## Geografie

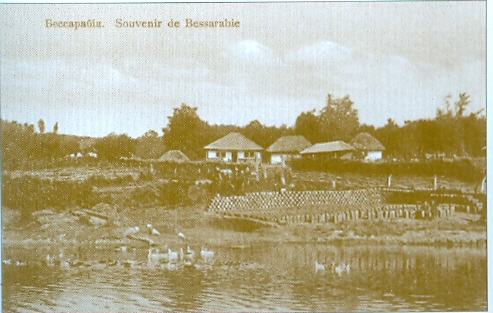
Vedere din Basarabia, înc. sec. XX.

Basarabia ocupa colțul extrem de sud-vest al Rusiei țariste, între Prut la vest, Nistru în partea de nord și est, Dunărea, în partea de sud, Marea Neagră în sud-est, și doar în nord-vestul extrem al guberniei nu exista o graniță naturală bine definită; la hotarul cu ducatul Bucovinei (Austro-Ungaria), frontiera era separată de râuri mici care se vărsau în Prut și Nistru, iar o parte a graniței era trasă peste câmpuri. Prutul și Dunărea separau Basarabia de România.
Teritoriul guberniei ocupa o suprafață de 44.399 kilometri pătrați; în conformitate cu Enciclopedia lui Brockhaus și Evfron – 40.097 verste.

### Relief
Gubernia nu avea munți, însă suprafața părții de nord, și în special zona de mijloc a provinciei era una foarte inegală, cu numeroase văi adânci și ravene abrupte. 

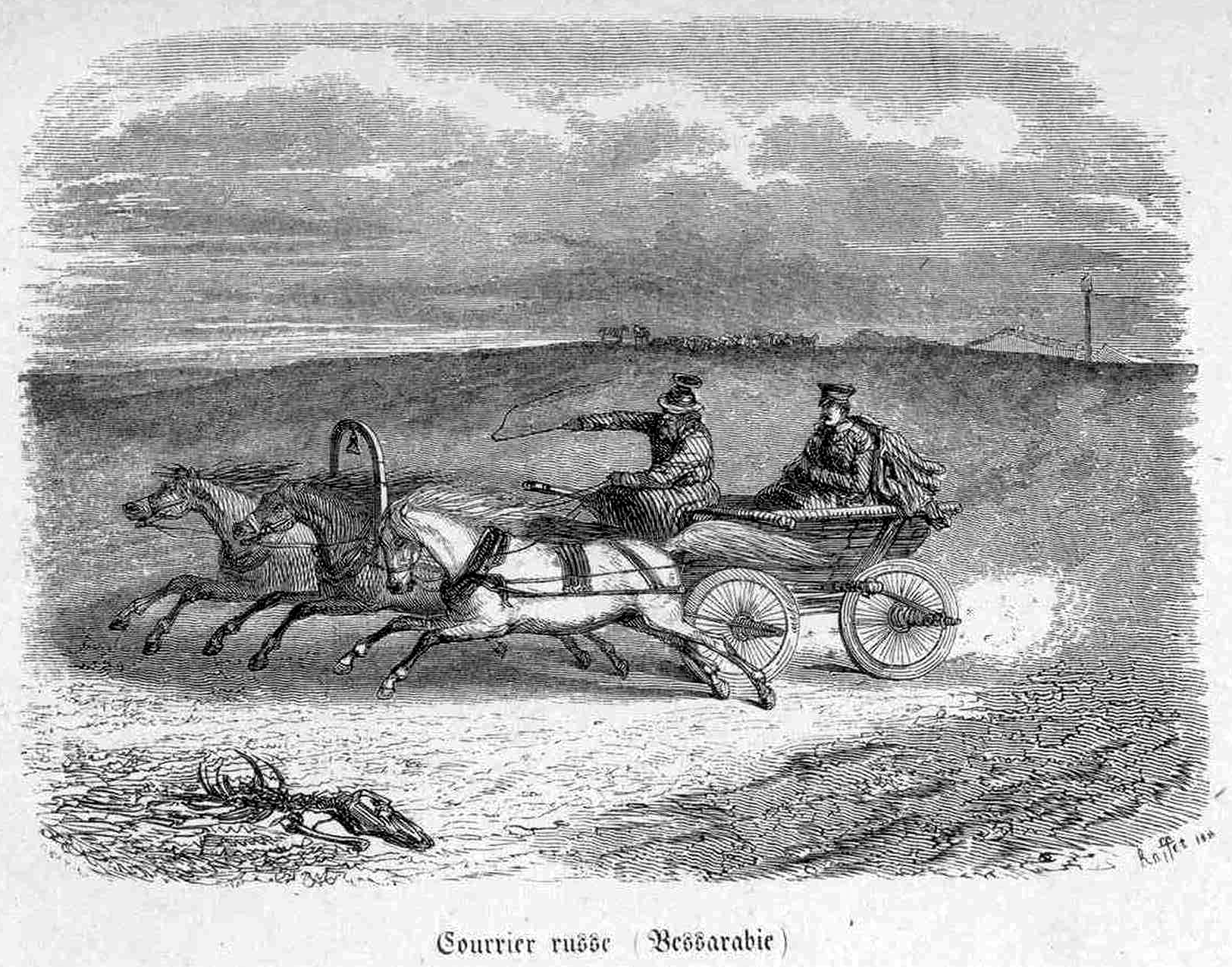
Curier rus în Basarabia (1837)

Cel mai înalt punct al guberniei se situa în nord-vestul extrem, în ținutul Hotin, la granița cu Bucovina austriacă – 469 m, în același ținut existau de asemenea, mai multe înălțimi de peste 320 m. Situate mai la sud, ținuturile Soroca, și Iași (ulterior județul Bălți) erau mai puțin ridicate, dar totuși aveau un relief pe alocuri abrupt. Altitudini mai mari erau în partea de sud a ținutului Iași (mai târziu județul Bălți), dealul Bălănești (atunci Măgura) măsurând 428 m. La 32 km sud de Bălți și, de asemenea în ținutul Chișinău, și părți din ținutul Orhei, se întindea un lanț de dealuri și văi de separare denumite Codri.
La sfârșitul secolului al XIX-lea gubernia era un loc foarte pitoresc, bogat în mănăstiri vechi și plin de păduri de foioase, mai ales de stejar, carpen și fag. Dealurile din partea de mijloc constau din calcar, cele mai multe de formare cretacică, iar la sud se întâlneau formațiuni miocenice. De-a lungul malurilor Nistrului, în ținuturile Hotin și Soroca, în canioanele adânci săpate de fluviu, se găseau formațiuni mult mai vechi, de gresii, șisturi siluriene și calcare, iar în câteva locuri, granit.
Cele trei ținuturi sudice (Akkerman/Cetatea Albă, Ismail și Bender/Tighina) erau mult mai nivelate, cu toate că se mai găseau denivelări, adevărate câmpii plate se întindeau doar de-a lungul Dunării și Mării Negre. Granița dintre partea de sud plată și cea centrală-deluroasă a guberniei, era parțial delimitată de Valul lui Traian, care pleca de la Leova pe Prut până la confluența Botnei cu Nistrul, la sud de Tighina. Această parte de sud a provinciei era caracterizată doar printr-o vegetație de stepă, regiunea respectivă fiind numită Bugeac.

## Diviziuni administrative

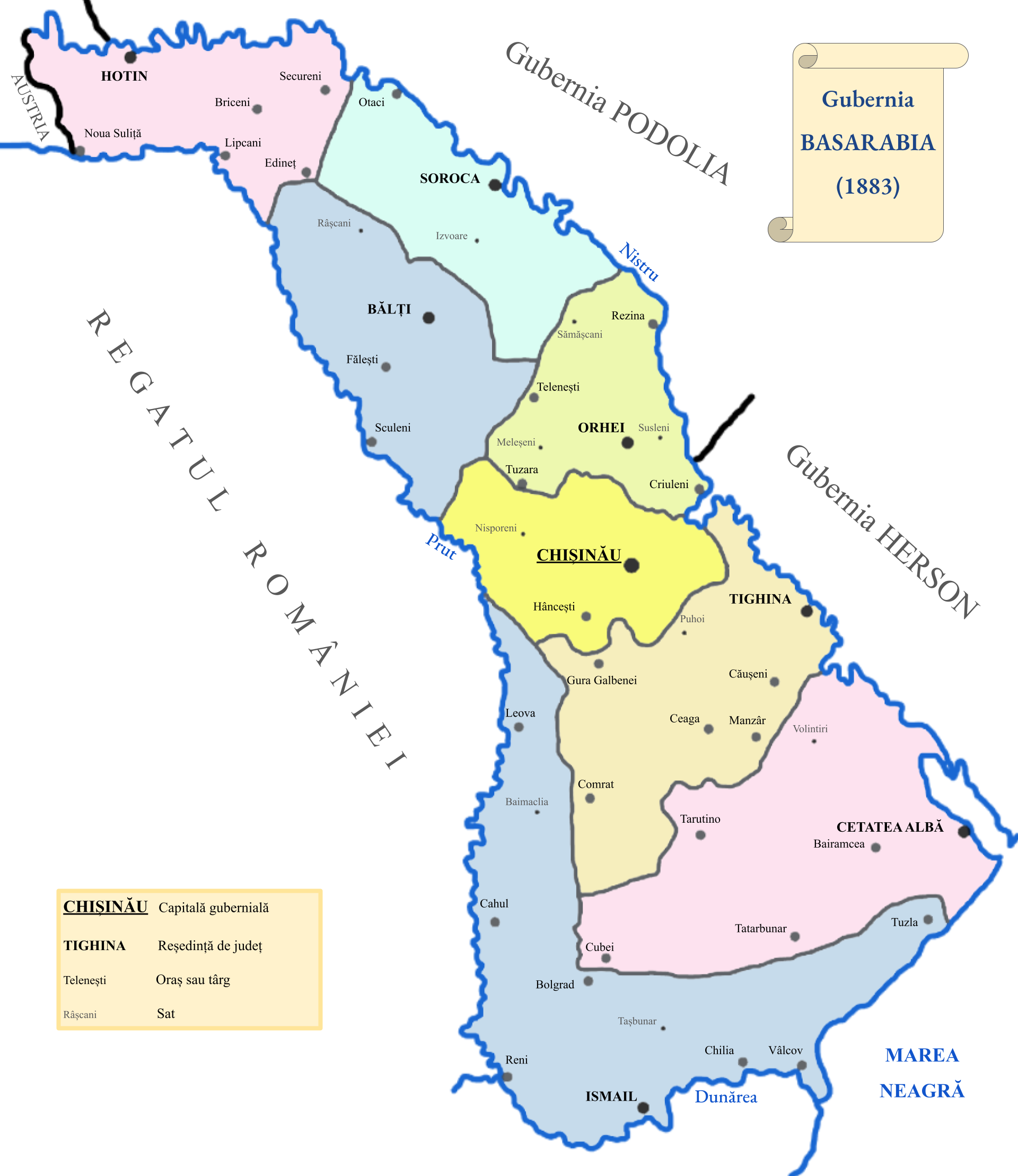
Harta ținuturilor în 1883.

Din 1812 până în 1917 au existat ținuturi, iar din 1818, județe. Acestea erau compuse din ocoale.
Primele 12 ținuturi care au existat după ocupația rusă din 1812 au fost:
- Ținutul Hotin
- Ținutul Soroca
- Ținutul Iași
- Ținutul Orhei
- Ținutul Lăpușna (mai târziu ținutul Chișinău)
- Ținutul Hotărniceni
- Ținutul Tighina (mai târziu ținutul Bender)
- Ținutul Cetatea Albă (mai târziu ținutul Akkerman)
- Ținutul Chilia
- Ținutul Ismail
- Ținutul Greceni
- Ținutul Codru

În 1814 a avut loc o reorganizare administrativă, în urma căreia au rămas 9 ținuturi:
- Orhei
- Hotin
- Soroca
- Iași sau Fălești
- Bender
- Hotărniceni
- Codru
- Greceni
- Ismail sau Tomarov

În 1817, cu ocazia primului recensământ din regiune, se regăsesc doar 8 ținuturi, Hotărniceni fiind înglobat în ținutul Codru.

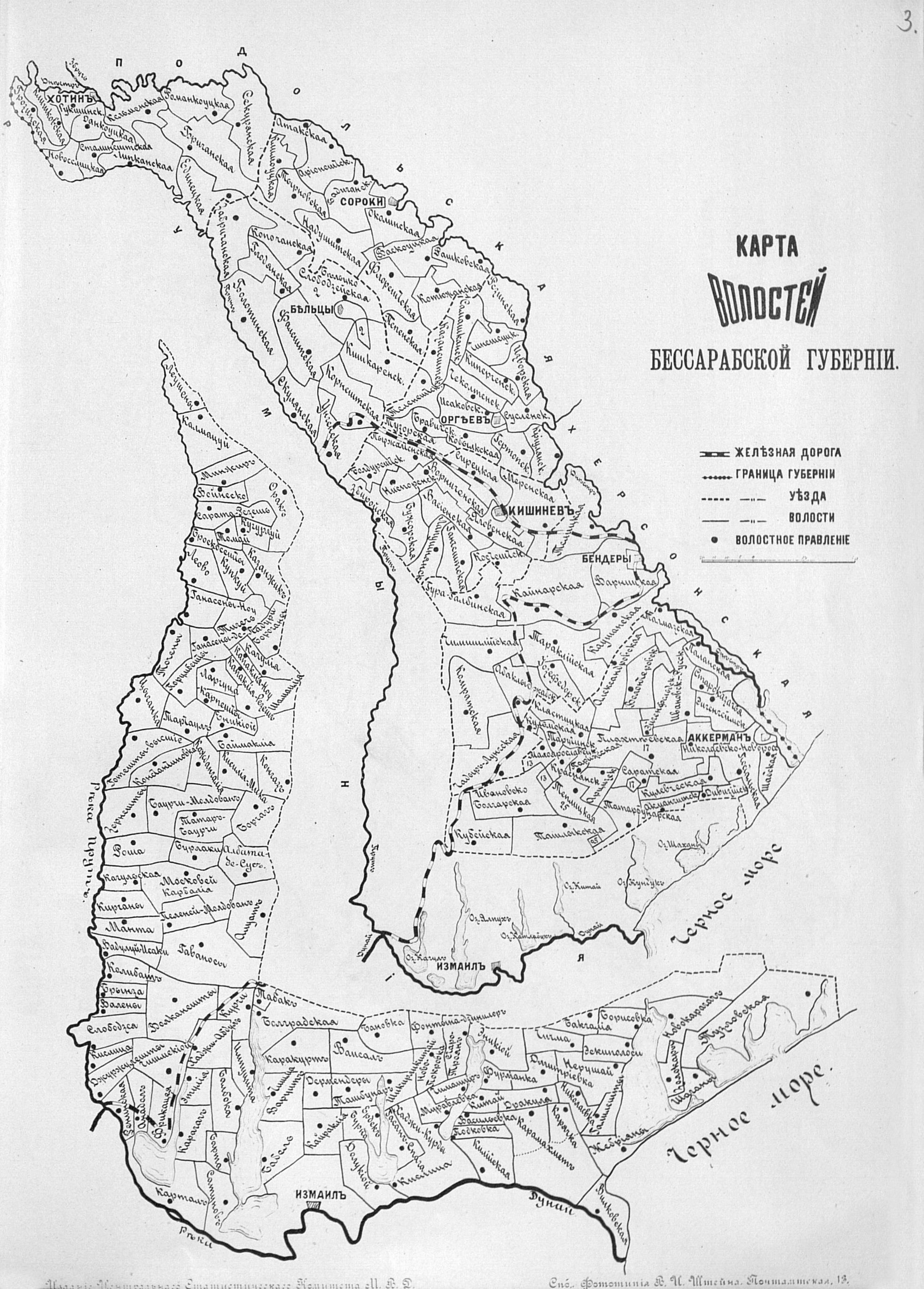
Harta volostelor (subdiviziuni administrative de rang secund) guberniei în 1892.

În 1818, țarul Alexandru I emite Așezământului organizării oblastei Basarabia prin care redenumește această provincie cu numele de Basarabia, îi acordă autonomie și reduce la 6 numărul lor pe care le transformă în județe: Hotin, Bălți, Chișinău (Lăpușna), Bender (Tighina), Akkerman (Cetatea Albă) și Ismail. Aceste este inlocuit cu Așezământul pentru ocârmuirea oblastiei Basarabiei din 29 februarie 1828.
Experiența de guvernare a arătat că aceste județe erau prea întinse. În consecință, în 1830, orașul Ismail și o fâșie din jurul acestuia se separă și formează o administrație orășenească independentă (gradonacialstvo), iar județul rămas este redenumit Leova.
În 1835, din județele Hotin, Iași și Orhei se mai înființează două noi județe: Orhei (cu schimbarea numelui în Chișinău) și Soroca. Tot atunci, instituțiile județului Leaova se mută în târgul Formoza care este redenumit Cahul, iar județul Leaova își schimbă denumirea în Cahul.
În urma semnării Tratatului de la Paris, din provincia Basarabia au fost luate în favoarea Moldovei o mică parte din județul Chișinău, o parte din județul Akkerman și o parte din județul Cahul. În 1857 a fost înființat județul Comrat din părțile rămase ale județului Cahul, dar la 19 august 1858 este desființat și împărțit între județele Bender și Akkerman. În acest fel, au rămas 7 județe: Hotin, Soroca, Iași, Orhei, Chișinău, Bender, Akkerman.
După semnarea Tratatului de la Berlin), părțile Basarabiei trecute la Moldova în 1856 sunt aduse din nou la Basarabia, ocazie cu care se înființează un județ nou, Ismail.
În 1884, numele județului Iași este schimbat în Bălți.
| № | Județ    | Reședință (pop. reședință) | Suprafață (verste²) | Suprafață (km²) | Populație (loc., 1897). |
| - | -------- | -------------------------- | ------------------- | --------------- | ----------------------- |
| 1 | Akkerman | Akkerman (28.258)          | 7.282,7             | 8,288           | 265.247                 |
| 2 | Bălți    | Bălți (18.478)             | 4.871               | 5.543,5         | 211.448                 |
| 3 | Bender   | Bender (31.797)            | 5.398,5             | 6.143,8         | 163.118                 |
| 4 | Ismail   | Ismail (22.295)            | 8.128               | 9.250,2         | 244.274                 |
| 5 | Chișinău | Chișinău (108.483)         | 3.271               | 3.723           | 279.657                 |
| 6 | Orhei    | Orhei (12.336)             | 3.632               | 4.133,4         | 213.478                 |
| 7 | Soroca   | Soroca (15.351)            | 4.010,7             | 4.564,2         | 218.861                 |
| 8 | Hotin    | Hotin (18.398)             | 3.501,9             | 3.985,4         | 307.532                 |

## Demografie

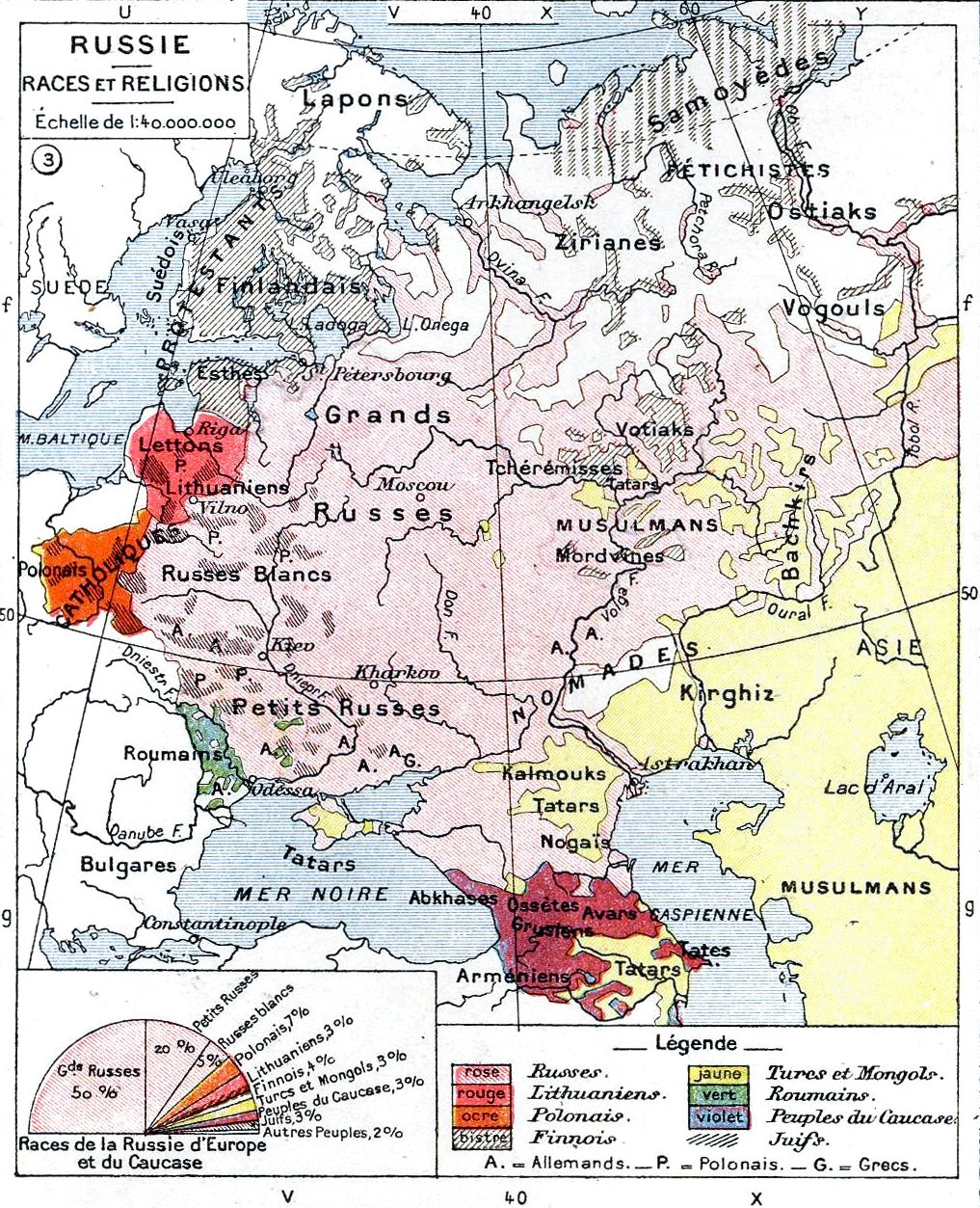
Etnicii în Rusia europeană. În Basarabia, românii majoritari sunt reprezentați cu verde. Hartă din Histoire et Géographie (Atlas Général Vidal-Lablache, Librairie Armand Colin, Paris, 1898).

### Structura etnică

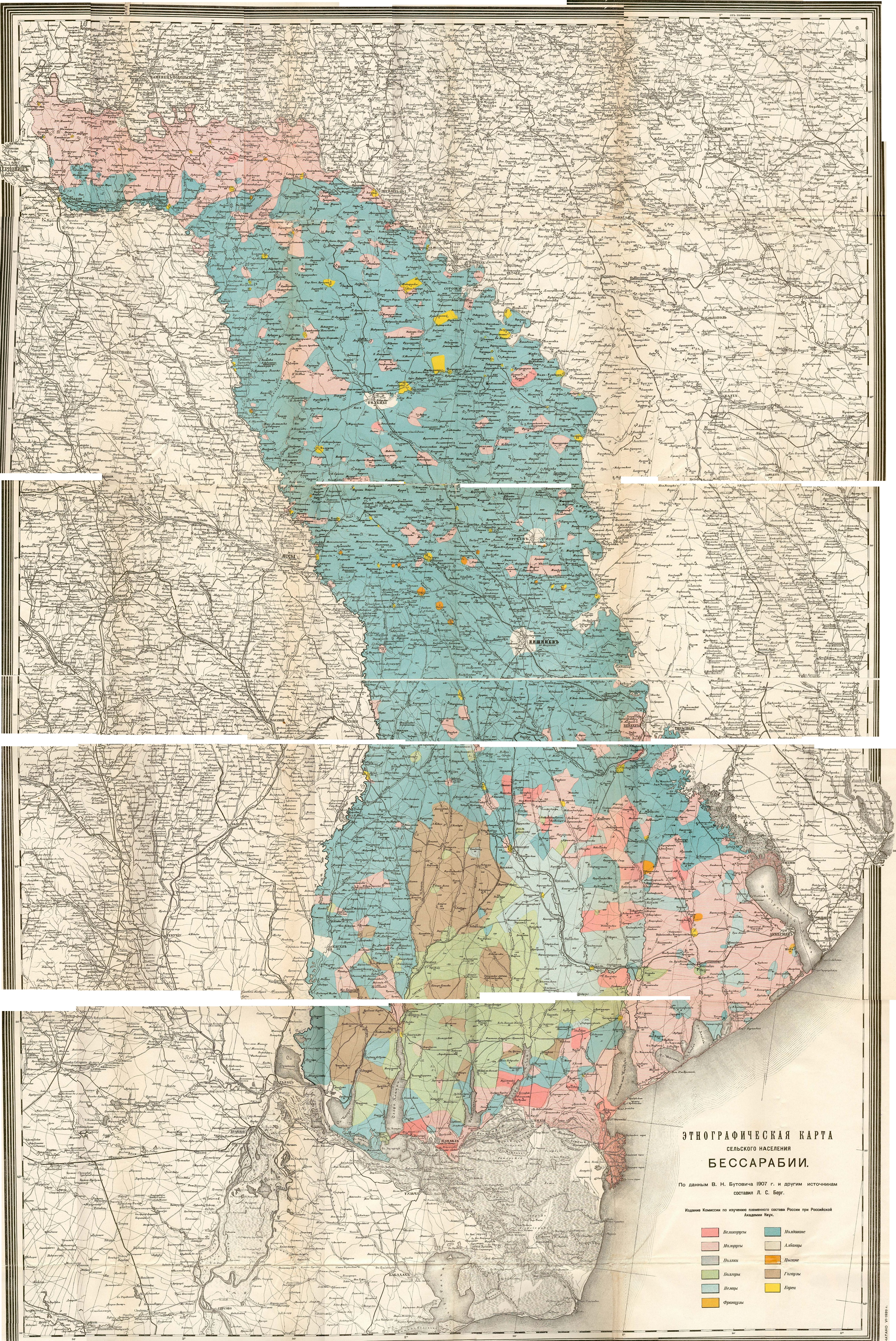
Harta etnografică a Basarabiei de Lev Berg, 1907.

Stăpânirea rusă a dus la schimbări importante în structura etnică a Basarabiei, în special ca urmare a politicii ruse de imigrare din provinciile vecine. Imigrația nu a fost uniformă: în unele județe, în părțile de nord și de sud ale Basarabiei (de exemplu, Hotin și Akkerman), imigrarea a condus la un număr mai mare de ucraineni față de moldoveni, în timp ce în zonele rurale din centru majoritari erau moldovenii.
Încă din perioada războiului ruso‐turc (1806–12) mulți locuitori s-au refugiat peste Prut iar la 1810, potrivit unor date incomplete făcute de ruși, între Prut și Nistru locuiau 327.199 de persoane unde circa 7-8% erau ne-români.
Creșterea populației s‐a datorat mai ales colonizărilor efectuate de administrația țaristă, incurajate prin diferite privilegii acordate noilor veniți, între 1837‐1857 fiind aduși în medie 21.000 pe an.
În ciuda faptului că Basarabia avea încă din 1863 o densitate mai mare decât partea europeană a Imperiului Rus, 33 locuitori per verstă pătrată față de 14, administrația rusă a decis colonizarea unor grupuri etnice ce erau văzute ca și „recunoscătoare și fidele regimului”, românii moldoveni neavând parte de acest statut.
1817
Potrivit primului recensământ rus din 1817, populația era formată din:
- 83.848 familii de moldoveni (86% din totalul populației)
- 6.000 familii de ruteni (6,5%)
- 3.826 familii de evrei (1,5%)
- 1.200 familii de lipoveni (1,5%)
- 640 familii de greci (0,7%)
- 530 familii de armeni (0,6%)
- 241 familii de bulgari (0,25%)
- 241 familii de găgăuzi (0,25%)

| Grup Etnic       | 1817    | 1817    | 1856    | 1856    | 1897      | 1897      |
| Grup Etnic       | Număr   | %       | Număr   | %       | Număr     | %         |
| ---------------- | ------- | ------- | ------- | ------- | --------- | --------- |
| Moldoveni/Români | 377,200 | 76,4    | 676.100 | 68,2    | 920.900   | 47,6      |
| Ucraineni        | 43.000  | 8,7     | 126.000 | 12,7    | 382.100   | 19,7      |
| Evrei            | 22.100  | 4,5     | 78.800  | 7,9     | 228.200   | 11,8      |
| Ruși             | 10,000  | 2,0     | 20.000  | 2,0     | 155.800   | 8,0       |
| Bulgari          | 25.200  | 5,1%    | 48.200  | 4,9%    | 103.500   | 5,3       |
| Găgăuzi          | 25.200  | 5,1%    | 48.200  | 4,9%    | 56.000    | 2,9       |
| Germani          | 6.600   | 1,4     | 24.200  | 2,4     | 60.200    | 3,1       |
| Țigani           | 3.500   | 0,7     | 11.500  | 1,1     | 8.600     | 0,5       |
| Greci            | 3.200   | 0,6     | 3.000   | 0,3     | 2.700     | 0,1       |
| Armeni           | 2.700   | 0,5     | 2.700   | 0,3     | 2.100     | 0,1       |
| Alții            | –       | –       | 1.400   | 0,1     | 17.000    | 0,9       |
| Total (loc.)     | 493.500 | 493.500 | 991.900 | 991.900 | 1.935.400 | 1.935.400 |

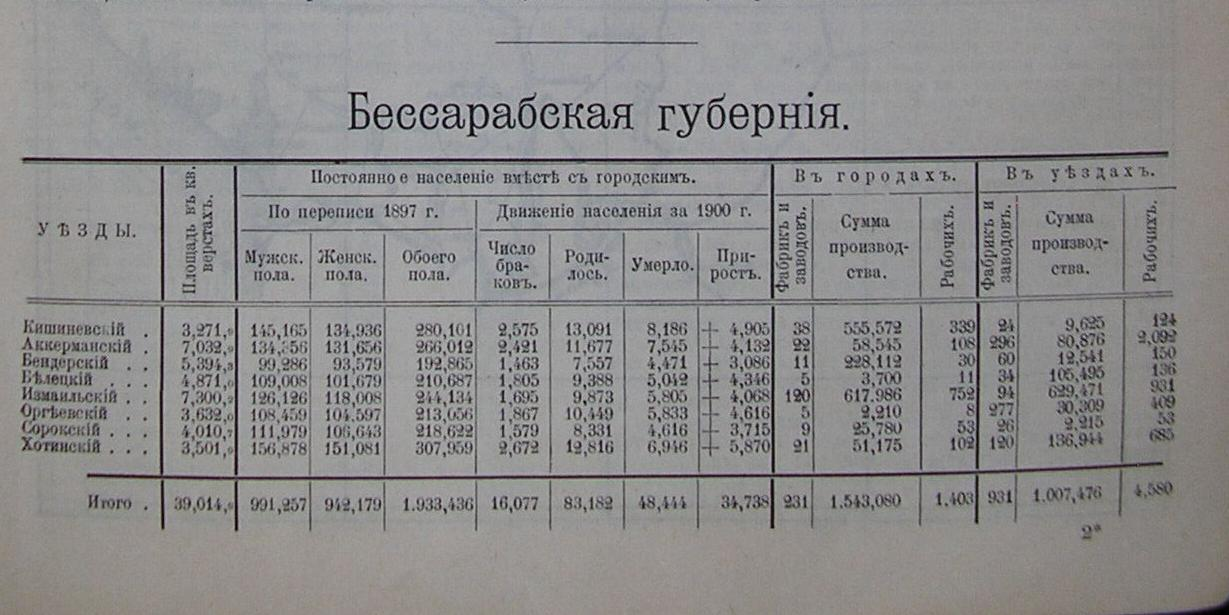
Mișcarea naturală a populației în ținuturile guberniei, între anii 1897 și 1900 (extras din registrul «Вся Россия» – „Toată Rusia”).

Structura etnică după ținut (recensământul țarist din 1897):
| Ținut            | Moldoveni (români) | Ucraineni (maloruși) | Evrei  | Ruși (velicoruși) | Bulgari | Germani | Turci (Găgăuzi) | Polonezi |
| ---------------- | ------------------ | -------------------- | ------ | ----------------- | ------- | ------- | --------------- | -------- |
| Județul Akkerman | 16,4 %             | 26,7 %               | 4,6 %  | 9,6 %             | 21,3 %  | 16,4 %  | 3,9 %           | …        |
| Județul Bender   | 45,1 %             | 10,8 %               | 8,5 %  | 9,5 %             | 7,6 %   | 2,9 %   | 14,1 %          | …        |
| Județul Bălți    | 66,3 %             | 11,4 %               | 12,9 % | 6,7 %             | …       | 1 %     | …               | …        |
| Județul Chișinău | 62,9 %             | 1,9 %                | 19,5 % | 11,9 %            | …       | …       | …               | 1,3 %    |
| Județul Ismail   | 39,1 %             | 19,6 %               | 4,8 %  | 12,4 %            | 12,5 %  | 2 %     | 7,3 %           | …        |
| Județul Orhei    | 77,9 %             | 5,6 %                | 12,5 % | 2,7 %             | …       | …       | …               | …        |
| Județul Soroca   | 63,2 %             | 16 %                 | 14,2 % | 4,8 %             | …       | …       | …               | …        |
| Județul Hotin    | 23,8 %             | 53,2 %               | 15,6 % | 5,8 %             | …       | …       | …               | …        |
| Total            | 47,6 %             | 19,6 %               | 11,8 % | 8 %               | 5,3 %   | 3,1 %   | 2,9%            | 0,6 %    |

#### Structura orașelor

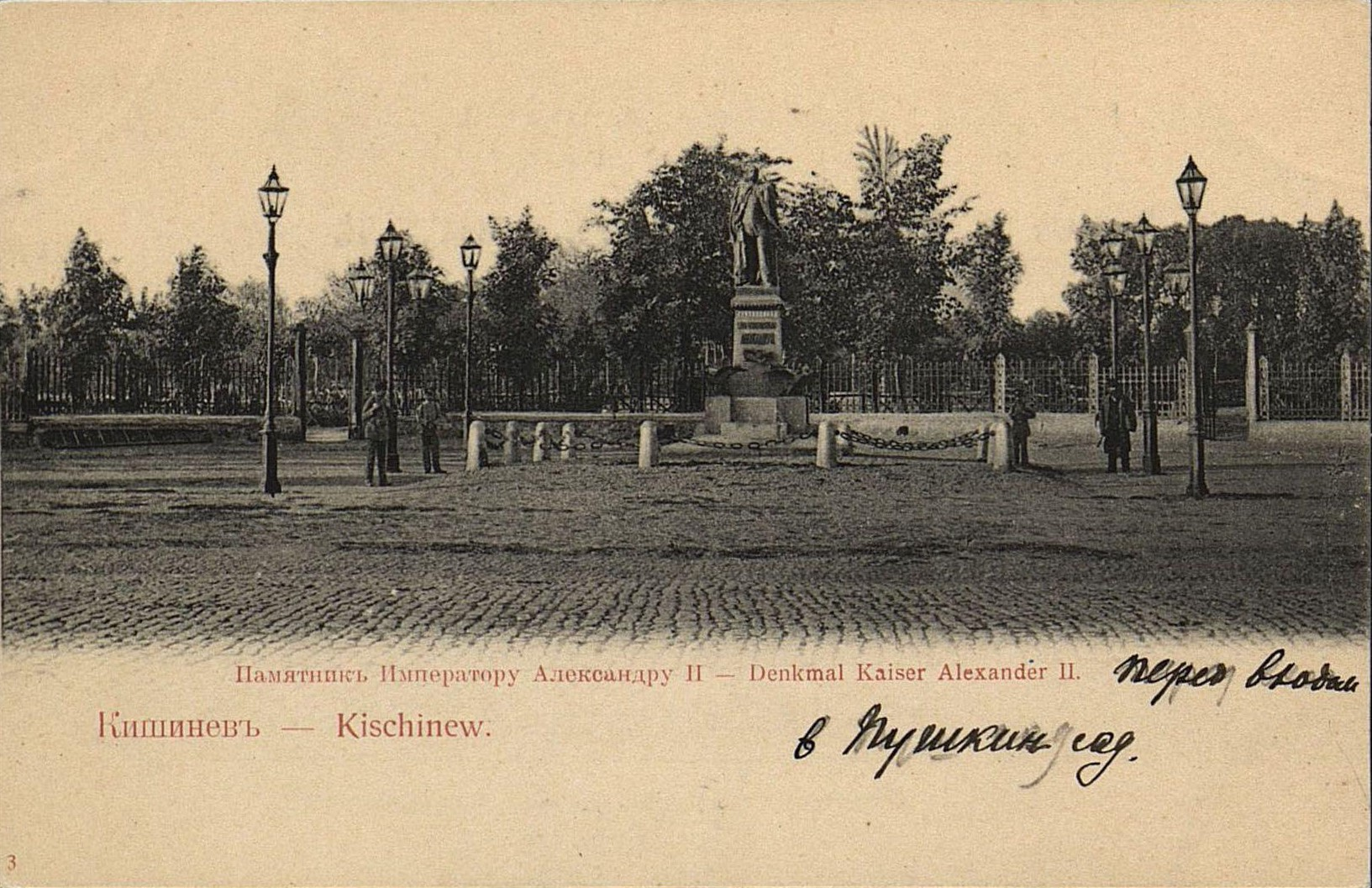
Monumentul împăratului Alexandru al II-lea din Chișinău, ridicat în 1886 și demolat în 1918 (ulterior, pe locul acestuia a fost ridicat monumentul lui Ștefan cel Mare).

| Structura etnică a orașelor guberniei la 1897: | Structura etnică a orașelor guberniei la 1897: | Structura etnică a orașelor guberniei la 1897: | Structura etnică a orașelor guberniei la 1897: | Structura etnică a orașelor guberniei la 1897: | Structura etnică a orașelor guberniei la 1897: | Structura etnică a orașelor guberniei la 1897: |
| Oraș                                           | Moldoveni (români)                             | Evrei                                          | Ruși                                           | Ucraineni                                      | Bulgari                                        | Alții                                          |
| ---------------------------------------------- | ---------------------------------------------- | ---------------------------------------------- | ---------------------------------------------- | ---------------------------------------------- | ---------------------------------------------- | ---------------------------------------------- |
| Chișinău                                       | 17,6 %                                         | 45,9 %                                         | 27 %                                           | 3,1 %                                          | 0,9 %                                          | 5,5 %                                          |
| Akkerman/Cetatea Albă                          | 0,8 %                                          | 19,7 %                                         | 20,3 %                                         | 53,7 %                                         | 1 %                                            | 4,5 %                                          |
| Bender/Tighina                                 | 7,4 %                                          | 33,4 %                                         | 34,5 %                                         | 19,2 %                                         | 0,4 %                                          | 5,1 %                                          |
| Bălți                                          | 17,1 %                                         | 55,9 %                                         | 19,6 %                                         | 3,1 %                                          |                                                | 4,3 %                                          |
| Bolgrad                                        | 5 %                                            | 9,7 %                                          | 11,3 %                                         | 2,5 %                                          | 68,9 %                                         | 2,6 %                                          |
| Cahul                                          | 39,4 %                                         | 11,4 %                                         | 17,3 %                                         | 22 %                                           | 1,1 %                                          | 8,8 %                                          |
| Chilia                                         | 21,5 %                                         | 18,5 %                                         | 18,9 %                                         | 39,2 %                                         | 0,7 %                                          | 1,2 %                                          |
| Hotin                                          | 0,3 %                                          | 50,1 %                                         | 25,4 %                                         | 21,6 %                                         |                                                | 2,9 %                                          |
| Ismail                                         | 7,1 %                                          | 12,3 %                                         | 35 %                                           | 37,1 %                                         | 4,2 %                                          | 4,3 %                                          |
| Orhei                                          | 27,6 %                                         | 57,8 %                                         | 10,3 %                                         | 1,2 %                                          |                                                | 3,1 %                                          |
| Reni                                           | 37,6 %                                         | 10,5 %                                         | 17,1 %                                         | 19,8 %                                         | 9,4 %                                          | 5,6 %                                          |
| Soroca                                         | 20,9 %                                         | 57 %                                           | 14,6 %                                         | 5 %                                            |                                                | 2,5 %                                          |
| Total în orașele guberniei                     | 14,2 %                                         | 37,2 %                                         | 24,4 %                                         | 15,8 %                                         | 3,9 %                                          | 4,5 %                                          |

### Mișcarea naturală (1900–1914)

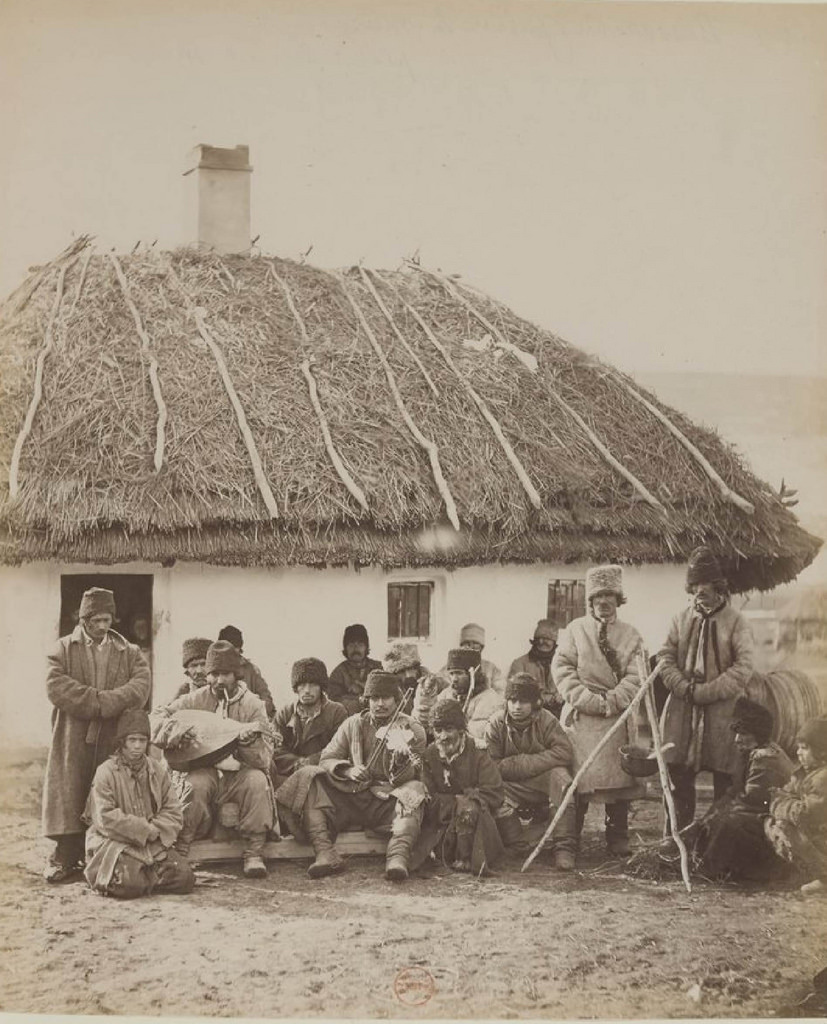
Țărani moldoveni în „Albumul popoarelor din Rusia” (1878).

|      | Populație | Nǎscuți | Decedați | Spor natural | Rata natalitǎții (per 1.000) | Rata mortalitǎții (per 1.000) | Spor natural (per 1.000) |
| ---- | --------- | ------- | -------- | ------------ | ---------------------------- | ----------------------------- | ------------------------ |
| 1900 | 2.037     | 83.306  | 48.480   | 34.826       | 40,9                         | 23,8                          | 17,1                     |
| 1901 | 2.073     | 87.797  | 46.296   | 41.501       | 42,3                         | 22,3                          | 20                       |
| 1902 | 2.113     | 96.641  | 55.423   | 41.218       | 45,7                         | 26,2                          | 19,5                     |
| 1903 | 2.154     | 94.936  | 53.236   | 41.700       | 44,1                         | 24,7                          | 19,4                     |
| 1904 | 2.194     | 99.265  | 55.436   | 43.829       | 45,3                         | 25,3                          | 20                       |
| 1905 | 2.237     | 80.085  | 62.387   | 17.698       | 35,8                         | 27,9                          | 7,9                      |
| 1906 | 2.267     | 95.090  | 55.638   | 39.452       | 41,9                         | 24,5                          | 17,4                     |
| 1907 | 2.303     | 107.195 | 59.964   | 47.231       | 46,5                         | 26                            | 20,5                     |
| 1908 | 2.345     | 96.088  | 54.772   | 41.316       | 41                           | 23,4                          | 17,6                     |
| 1909 | 2.395     | 105.681 | 62.498   | 43.183       | 44,1                         | 26,1                          | 18                       |
| 1910 | 2.441     | 101.544 | 77.356   | 24.188       | 41,6                         | 31,7                          | 9,9                      |
| 1911 | 2.488     | 97.864  | 74.093   | 23.771       | 39,3                         | 29,8                          | 9,6                      |
| 1912 | 2.540     | 102.654 | 77.431   | 25.223       | 40,4                         | 30,5                          | 9,9                      |
| 1913 | 2.602     | 102.397 | 77.745   | 24.652       | 39,4                         | 29,9                          | 9,5                      |
| 1914 | 2.625     | 100.871 | 79.202   | 21.669       | 38,4                         | 30,2                          | 8,3                      |

- Referință:[15]

### Structura confesională
Structura religioasă potrivit datelor din 1889:
- Ortodocși — 1.368.688 pers. (84% din totalul populației)
- Iudaici — 180.910 (11,1%)
- Protestanți — 44.214 (2,7%)
- Rascolnici — 21.900 (1,3%)
- Romano-catolici — 9.307 (0,6%)
- Apostolici armeni — 3.849 (0,2%)

## Politică
În Basarabia a activat Pavel Crușeveanu, ziarist de renume pentru publicațiile sale.

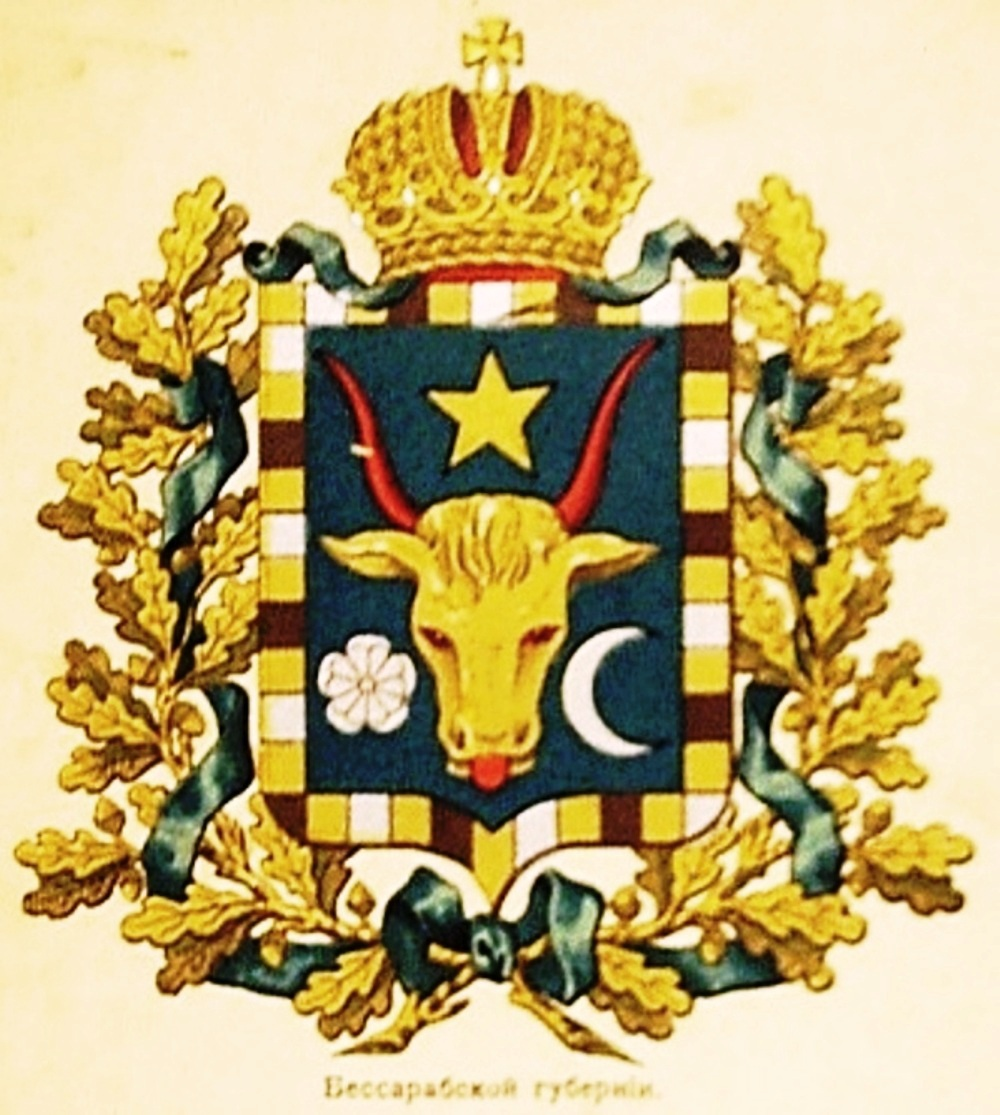
Stema de la 1881

### Guvernatorii Basarabiei
Guvernatori ai Basarabiei au fost următorii:
| Perioadă                            | Guvernator             |  | Perioadă  | Guvernator                |
| ----------------------------------- | ---------------------- |  | --------- | ------------------------- |
| 23 iulie 1812 - 17 iunie 1813       | Scarlat Sturdza        |  | 1863—1867 | Platon Antonovici         |
| 17 iunie 1813 - 10 septembrie 1817  | Ivan Hartingh          |  | 1867—1871 | Egor Gangardt             |
| 1816—1817                           | Ivan Kalagheorghe      |  | 1871—1879 | Nikolai Șcebeko           |
| 10 septembrie 1817 - 16 august 1825 | Constantin A. Catacazi |  | 1879—1881 | Evgheni Iankovski         |
| 16 august 1825 - 17 ianuarie 1828   | Vasili Timkovski       |  | 1881—1883 | Modest Koniar             |
| 17 ianuarie 1828 - 30 iulie 1828    | Aleksandr Turghenev    |  | 1883—1899 | Aleksandr Konstantinovici |
| 30 iulie 1828 - 24 martie 1829      | Nikolai Prajevski      |  | 1899—1903 | Rudolf von Raaben         |
| 24 martie 1829 - 17 aprilie 1833    | Akinfi Sorokunski      |  | 1903—1904 | Serghei Urusov            |
| 17 aprilie 1833 - 28 august 1834    | Pavel Averin           |  | 1904—1908 | Aleksei Haruzin           |
| 28 august 1834 - 29 mai 1854        | Pavel Fiodorov         |  | 1908—1912 | Ivan Kankrin              |
| 29 mai 1854 - 10 noiembrie 1857     | Mihail Ilinski         |  | 1912—1915 | Mihail Ghilhen            |
| 1857—1862                           | Fanton de Verrayon     |  | 1915—1917 | Mihail Voronovici         |
| 1862—1863                           | Ivan Velio             |  |           |                           |

Imnul acestei gubernii a fost „Doamne, apără-l pe țar !” (1833-1917), iar dinainte a fost "Rugăciunea rușilor" (1816-1833).

## Heraldică

Stema guberniei din anul 1815
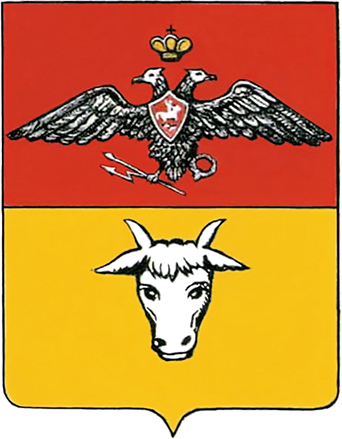
Stema din 1826
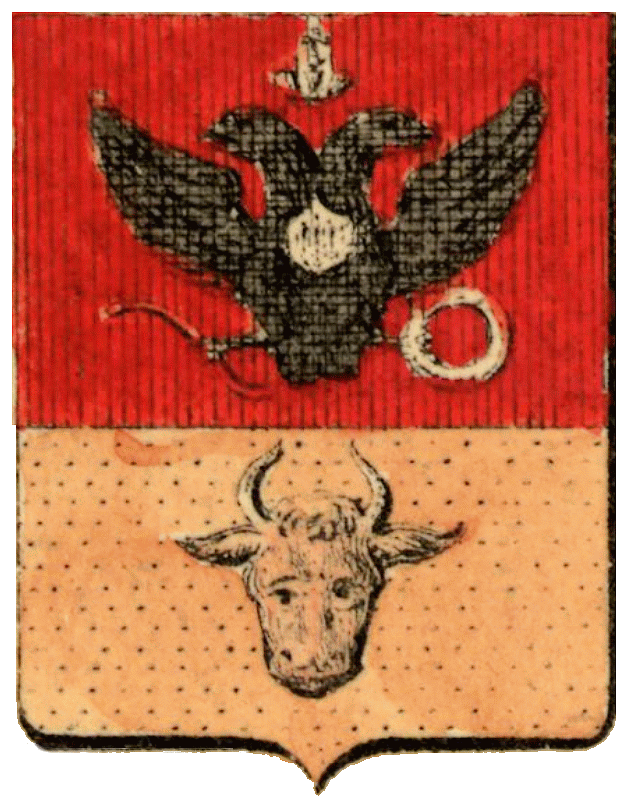
Stema din 1856
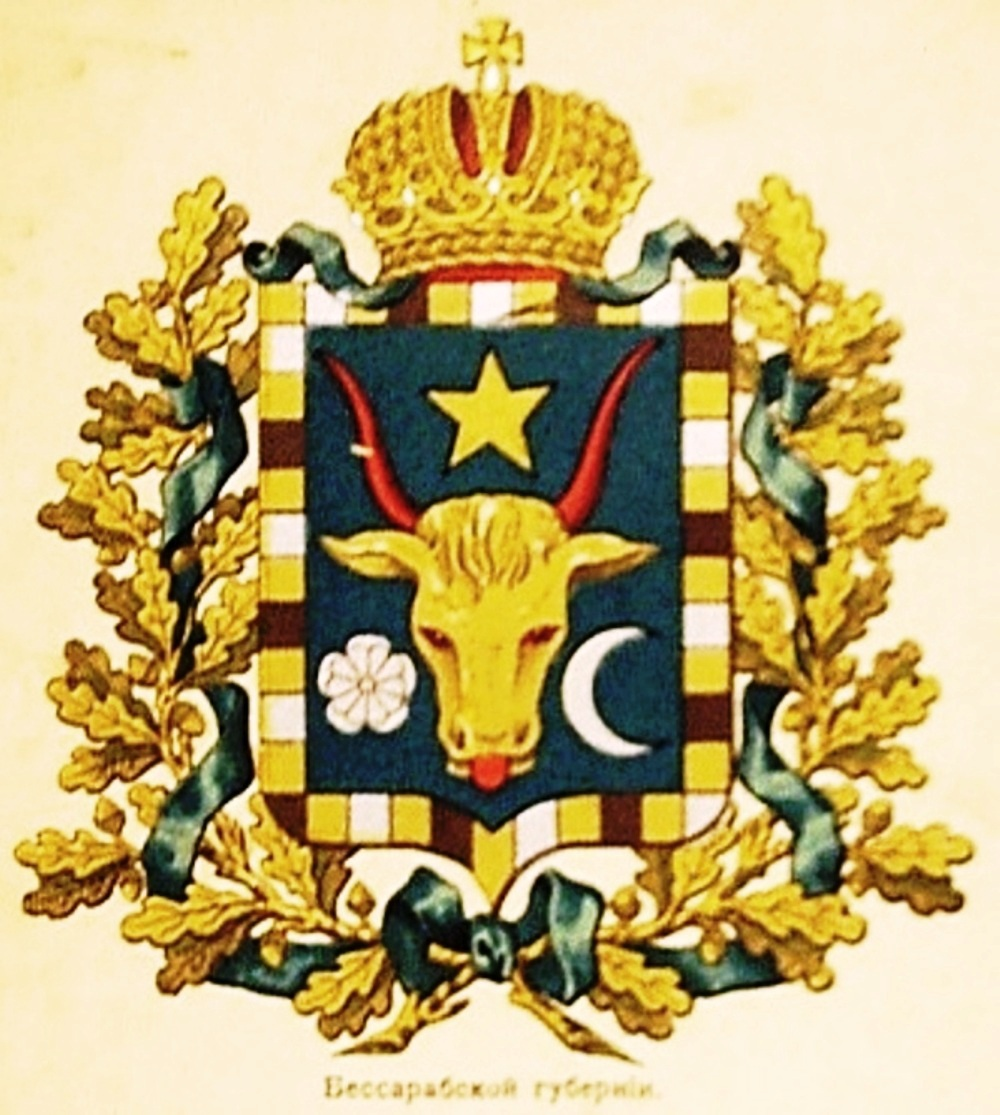
Stemă neoficială (1878)
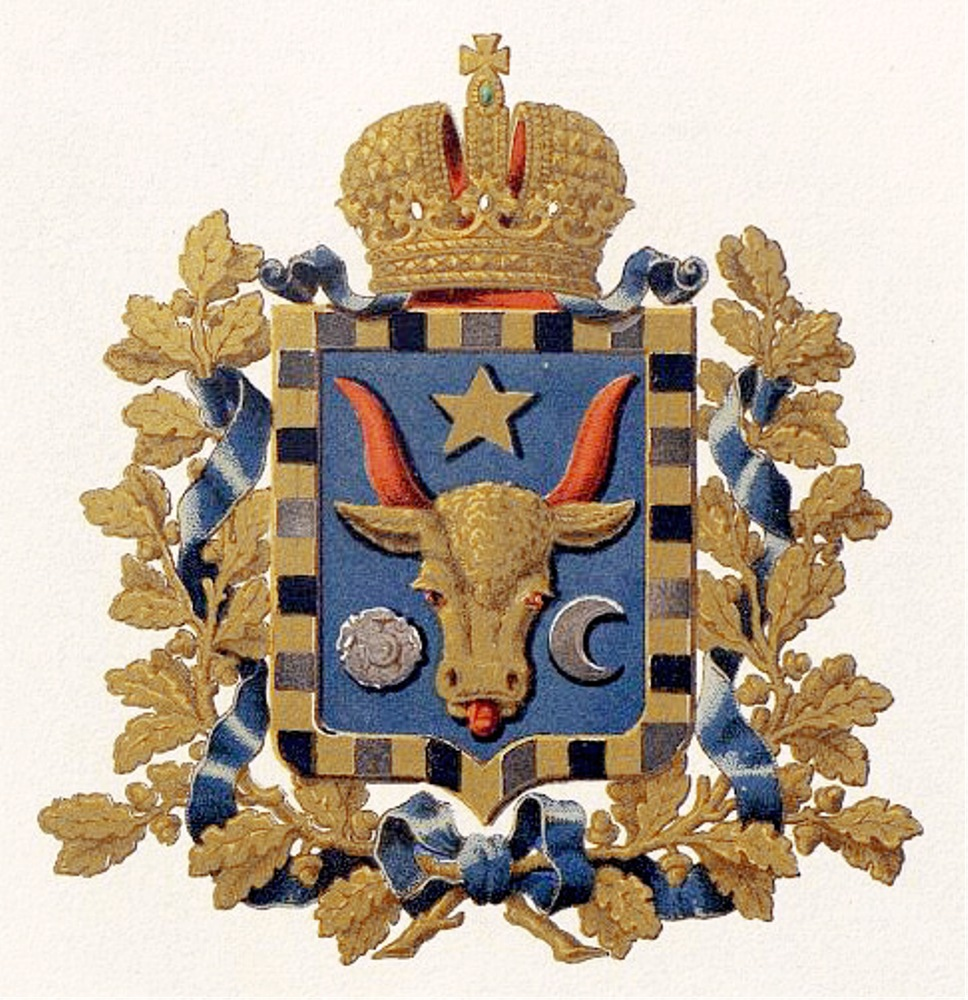
Stema oficială a guberniei (1880)
Imagine actuală a stemei din 1878

## Economie

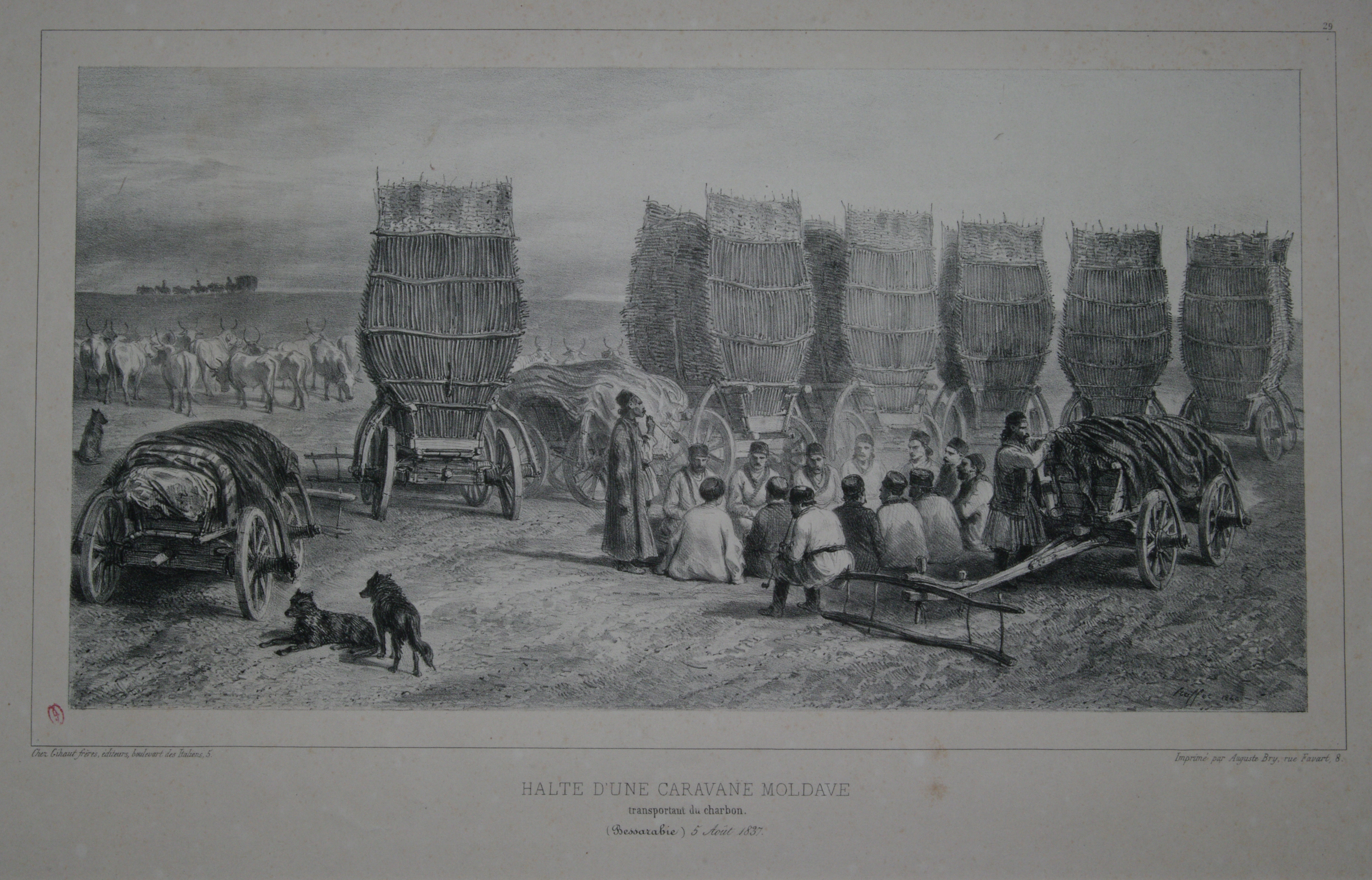
Oprirea unei caravane moldovenești care transportă cărbune, Basarabia, 5 august 1837. (Halte d'une caravane moldave de Auguste Raffet)

Basarabia nu făcea parte din categoria guberniilor industrializate. Numărul fabricilor supuse taxării era următorul: 29 de distilerii, care produceau anual 47 milioane de grade de alcool; o fabrică de zahăr, cu o producție de 133.000 puduri (1 pud = 16,4 kg) de zahăr granulat; 9 fabrici de tutun, cu o producție de 17.300 de puduri; locuri (numite „pitei” / питей) de vânzare a vinurilor – 4.100, dintre care în Chișinău – 458, iar pe ținuturi, cele mai multe în ținutul Ismail – 629. De asemenea, existau: 160 de oloinițe, 93 de fabrici de producere a cărămidei și țiglei, 31 de producere a lumânărilor, 30 de tăbăcarii, 30 de fabrici de prelucrare a peștelui (inclusiv 26 în ținutul Ismail), 12 fabrici de produse lactate, 11 de săpun, 5 de topire a slăninei, 4 fabrici de prelucrare a lânii, 3 turnătorii de fier. În total erau 801 de fabrici și uzine, cu 3.392 de lucrători și o cifră de afaceri de 1.080.640 de ruble.
Impozite și taxe: taxele contabile percepute în anul 1900, constituiau 1.901.393 ruble (arierate – 1.074.000 ruble), indirecte în 1901 – 3.058.930 ruble (inclusiv taxe de pe seama „pitei” – 2.926.000 ruble).
Bugetul zemstvei guberniale în 1901 era de 731.625 ruble; venituri urbane în 1900, au fost percepute în sumă de 1.869.298 ruble (în Chișinău – 1.216.000 ruble), fiind cheltuite pe servicii orășenești – 1.780.811 ruble.
Erau 4 căi ferate, care traversau gubernia, cu o lungime totală de peste 786 de verste (839 km).

### Agricultura
Gubernia Basarabia ocupa primul loc în imperiu la producerea vinului și era, de asemenea, remarcată pentru dezvoltarea horticulturii și cultivării tutunului (în special soiuri turcești). Pe lânga regiunea deluroasă-centrală, vinificația și horticultura erau în special dezvoltate în valea și pe malurile Nistrului și de-a lungul limanului acestuia. Spre guberniile interioare și ambele capitale (St. Petersburg și Moscova) din Basarabia, se exportau mere, pere, prune uscate și caise. La sfârșitul secolului al XIX-lea în ținuturile centrale au fost deschise uscătorii de fructe (în stil american), iar fructele uscate nu cedau în calitate celor străine.
Principala „pâine” în gubernie, cu excepția ținutului Akkerman, era porumbul, o parte din el fiind exportat în afara guberniei și în străinătate, însă cea mai mare parte era folosită în alimentație pentru producerea mămăligii. Porumbul din cele mai vechi timpuri alterna cu grâul. În valea Prutului puternic „domina” porumbul. Grâul era elementul principal de export al guberniei, de asemenea, se mai exportau orz și semințe de in. Pentru desfășurarea muncilor sezoniere erau folosite vitele cornute, mai ales rasa gri de Ucraina, doar în ținutul Akkerman predomina calul. Creșterea ovinelor era importantă, cu o răspândire a rasei locale („țigănească”) cu lâna lungă, aspră.

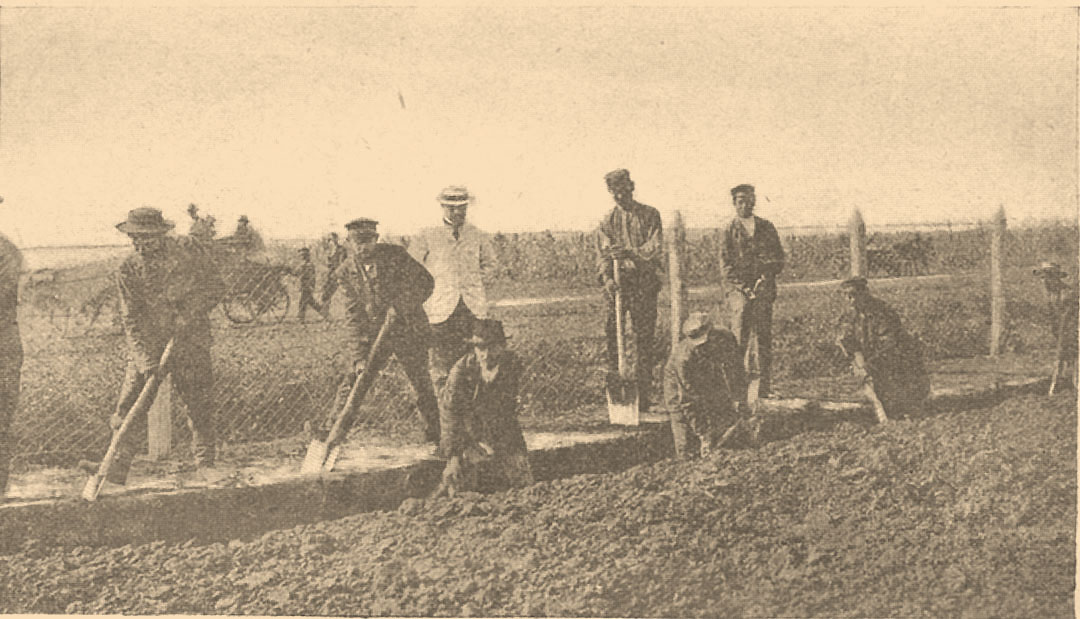
Prelucrarea solului (anii 1901–1910).
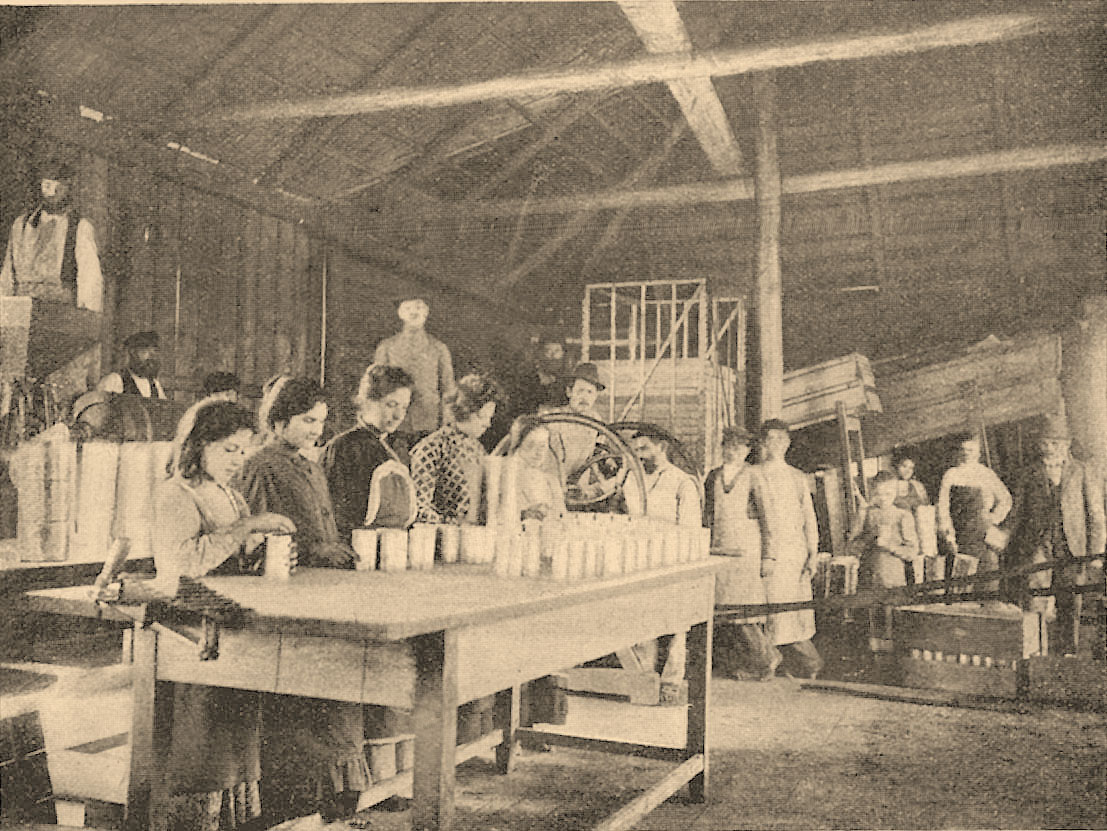
Producerea conservelor din fructe în nordul guberniei.
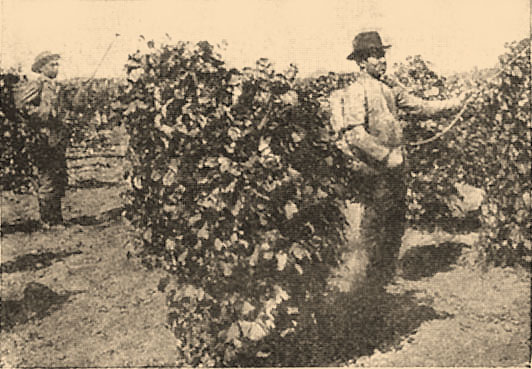
Curățarea plantelor de viță de vie (ținutul Soroca, înainte de 1906).
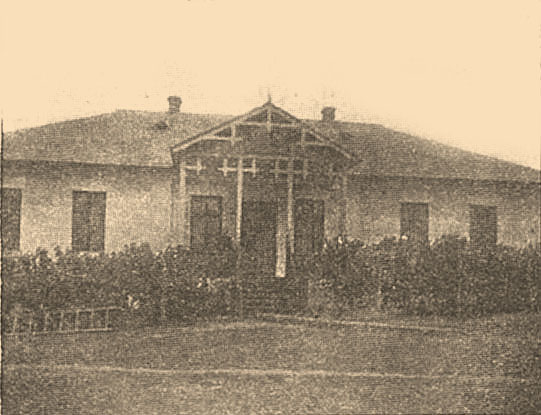
Școală tipică coloniilor din gubernie. În imagine școala coloniei evreiești Dombroveni, ținutul Soroca (în prezent Dumbrăveni, Soroca).

#### Creșterea animalelor
Date statistice cu privire la numărul animalelor domestice în gubernie, 1900:
- oi – 1.642.859
- cai – 865.871
- bovine – 662.697
- porci – 309.378
- capre – 24.315
- măgari și catâri – 1.456.

Animalele crescute pentru carne erau vândute, în principal în străinătate.

#### Structura funciară
|                   |                     | Zeciuieli | Zeciuieli | Zeciuieli | Zeciuieli |
| teren total       | arabil              | fânețe    | păduri    |           |           |
| ----------------- | ------------------- | --------- | --------- | --------- | --------- |
| domenii țărănești | domenii țărănești   | 1.939.770 | 1.018.989 | 171.677   | 32.164    |
| domenii private:  | boierime            | 945.094   |           |           |           |
| domenii private:  | cler                | 2.957     |           |           |           |
| domenii private:  | comercianți         | 231.996   |           |           |           |
| domenii private:  | burghezi și soldați | 9.097     |           |           |           |
| domenii private:  | țărani              | 58.717    |           |           |           |
| domenii private:  | coloniști (străini) | 51.192    |           |           |           |
| domenii private:  | Total               | 3.685.248 | 1.655.124 | 455.273   | 255.420   |

În plus, terenul de stat constituia 11.854 de zeciuieli, ter. bisericilor – 21.717, ter. mănăstirilor – 165.011, terenul orașelor – 17.932, iar companiilor și întreprinderilor private le aparțineau 12.241 de zeciuieli. Astfel, după cum se poate observa din tabel, în gubernie mai mult de jumătate din proprietățile funciare aparțineau țăranilor, Basarabia în acest se diferenția cardinal de guberniile vecine și era similară cu regiunile cernoziomice din nordul și centrul Rusiei, Kursk, Orel, Tula, Riazan. Din categoria terenurilor private, mai mult de jumătate aparțineau boierimii/nobilimii. În Basarabia multe terenuri aparțineau mănăstirilor și altor instituții religioase.

## Starea limbii române în teritoriu
În perioada inițială, atât româna cât și rusa au fost limbi folosite de administrația locală. Mitropolitul Bănulescu-Bodoni, de asemenea, obținînd permisiunea pentru deschiderea unui seminar și o tipografie, biserica din Basarabia devenind o eparhie a Bisericii Ortodoxe Ruse.
Treptat însă, limbii ruse a început să i se acorde o tot mai mare importanță. Conform autorităților imperiale, din 1828 actele oficiale au început să fie publicate numai în limba rusă, iar pe la 1835, s-a acordat un termen de 7 ani în care instituțiile statului mai puteau accepta acte redactate în limba română.
Limba română a mai fost acceptată ca limbă de predare în învățământul public până în 1842, din acest moment statutul ei devenind unul de obiect secundar. Astfel, la seminarul din Chișinău limba română s-a regăsit printre materiile obligatorii de studiu (10 ore pe săptămână) până în 1863, când catedra respectivă a fost desființată. La Liceul nr. 1 din Chișinău, elevii aveau posibilitatea să aleagă studiul uneia dintre următoarele limbi: română, germană și greacă până pe 9 februarie 1866, când autoritățile imperiale au interzis studierea limbii române, oferind următoarea explicație: „elevii cunosc această limbă în modul practic, iar învățarea ei urmărește alte scopuri”.
Prin 1871, țarul a emis un ucaz – „Asupra suspendării studierii limbii române în școlile din Basarabia” motivîndu-se prin faptul că „în Imperiul Rus nu se studiază limbile locale”.

## Galerie de imagini
Hărți

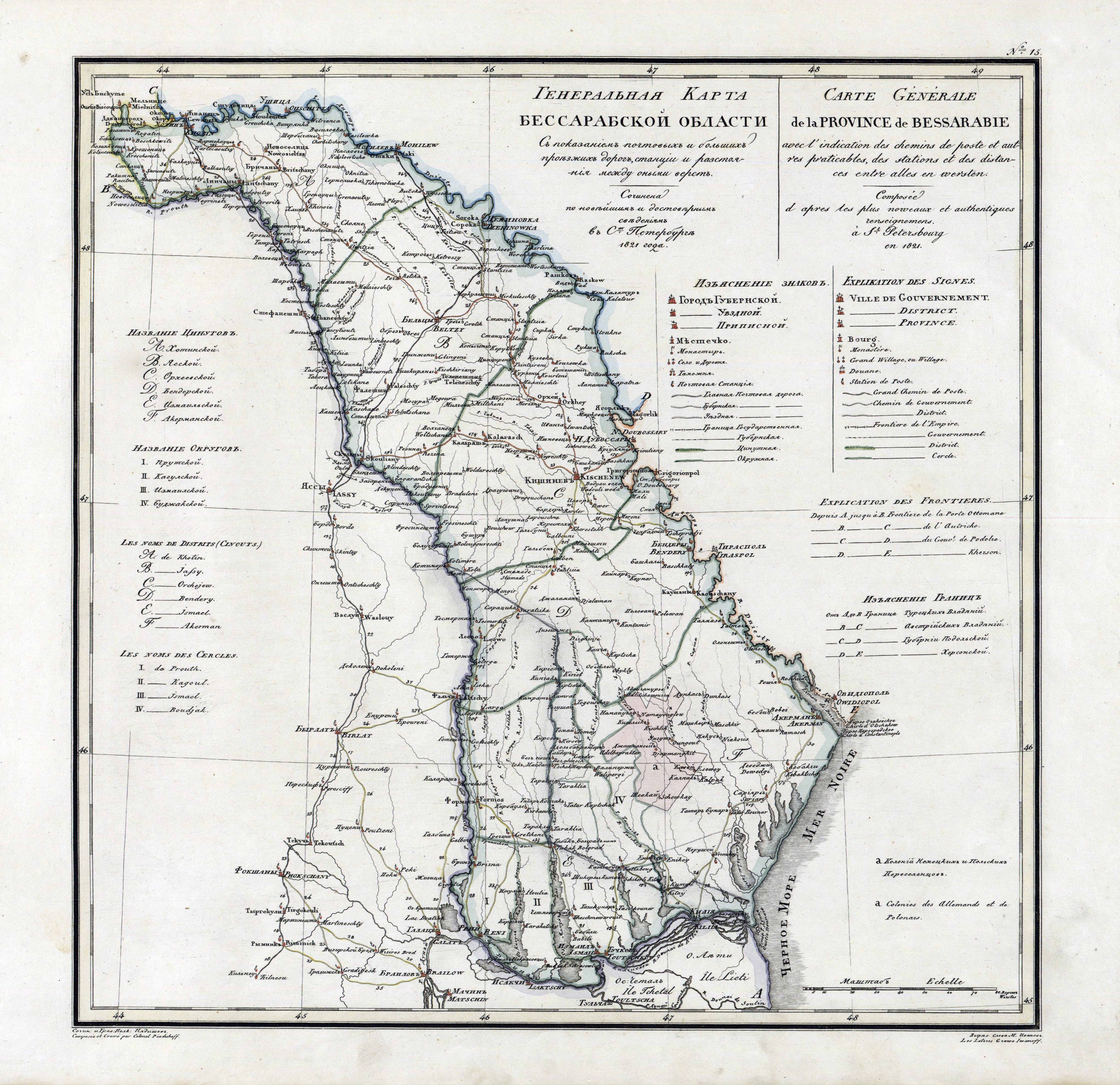
Harta regiunii la 1821
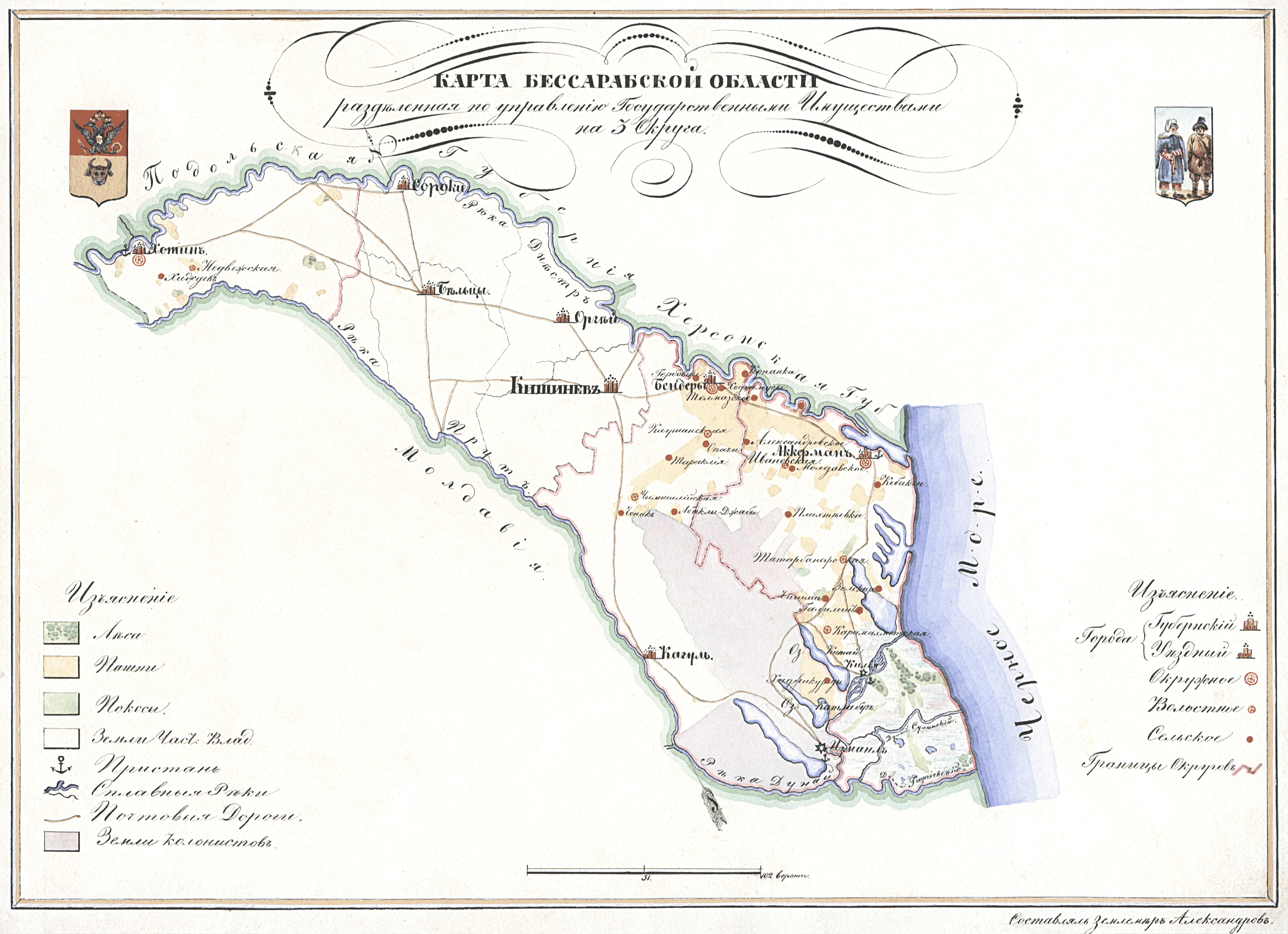
1843
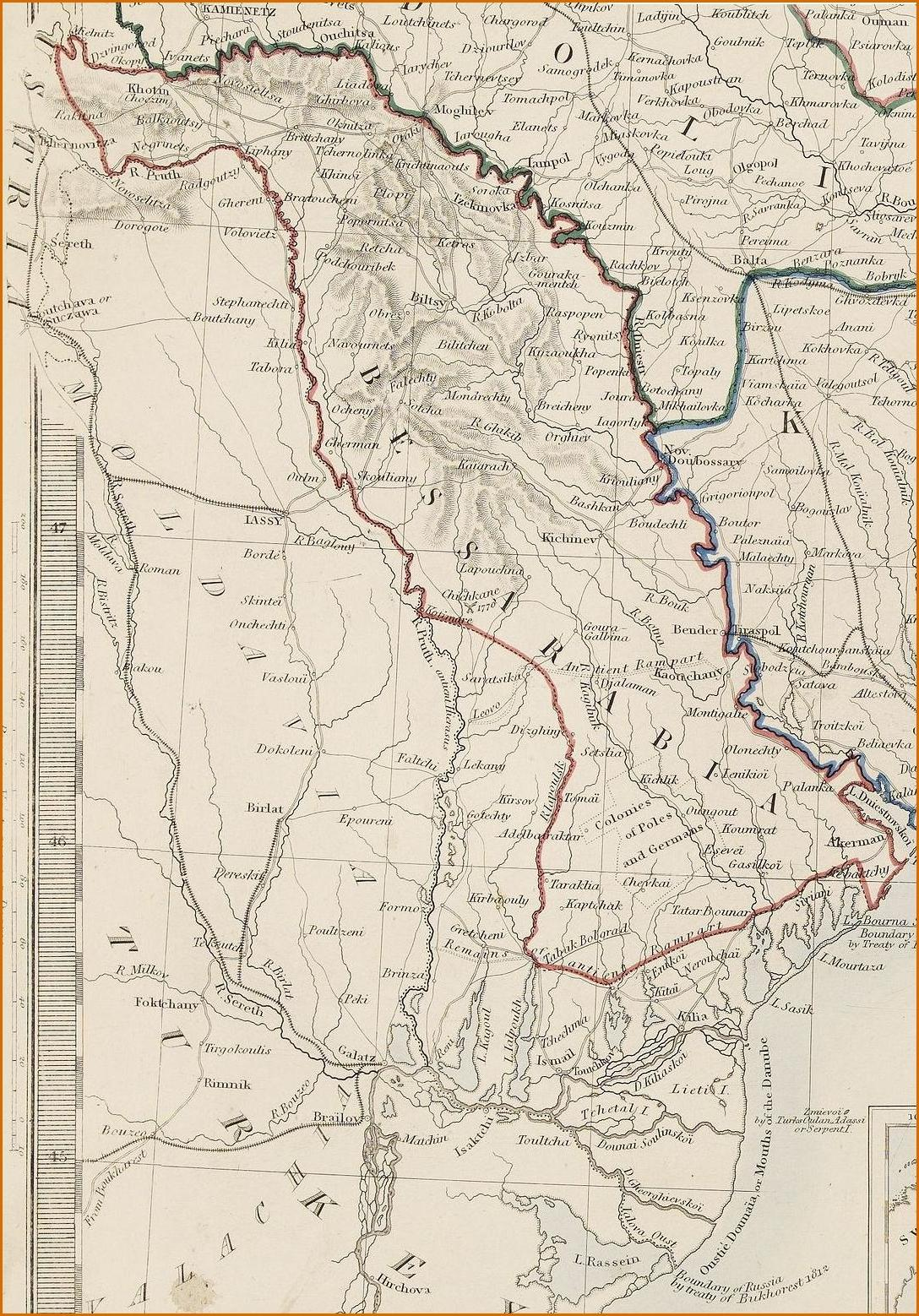
Harta guberniei în 1864.
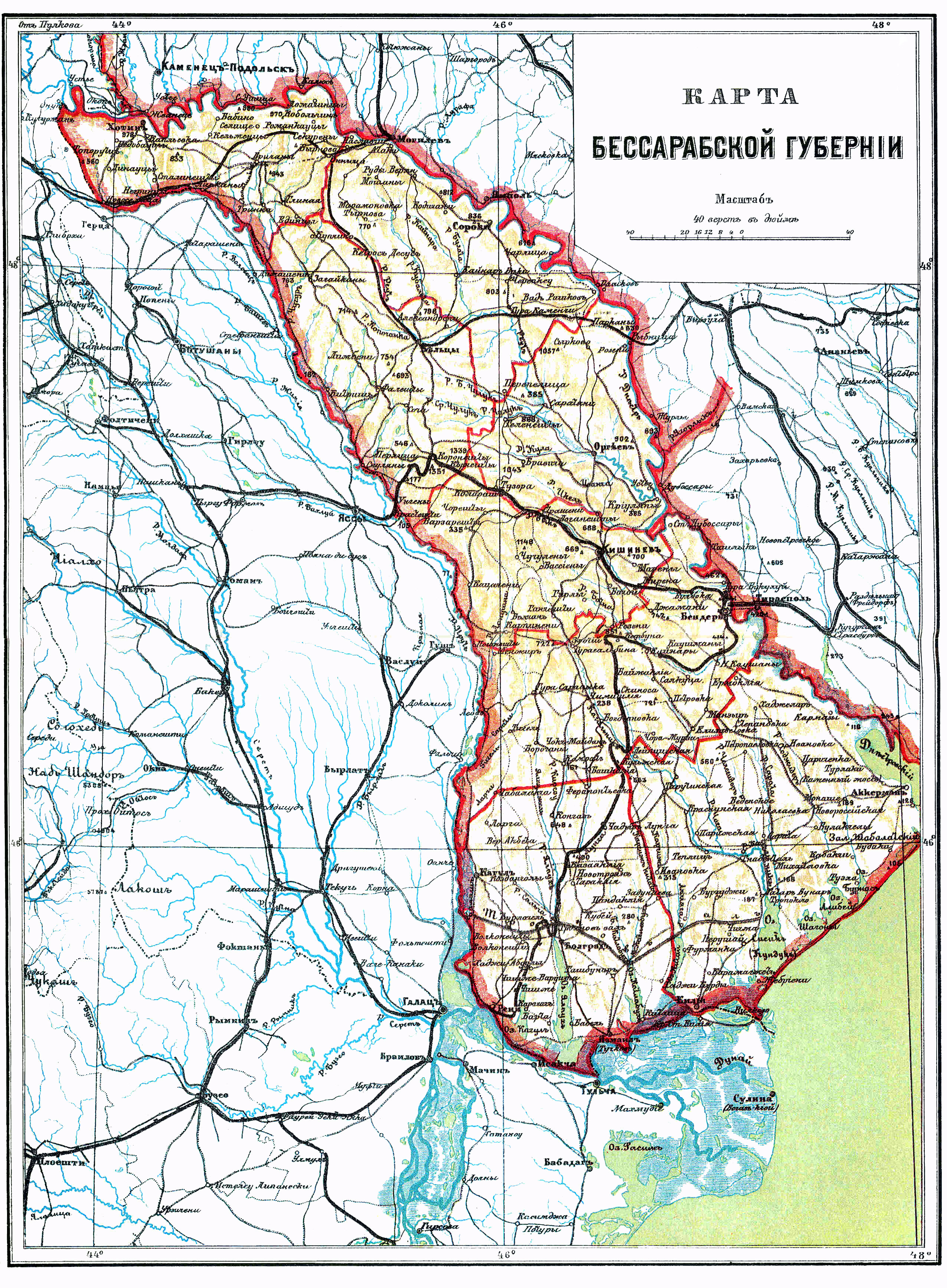
Hartă de la sf. sec. al XIX-lea
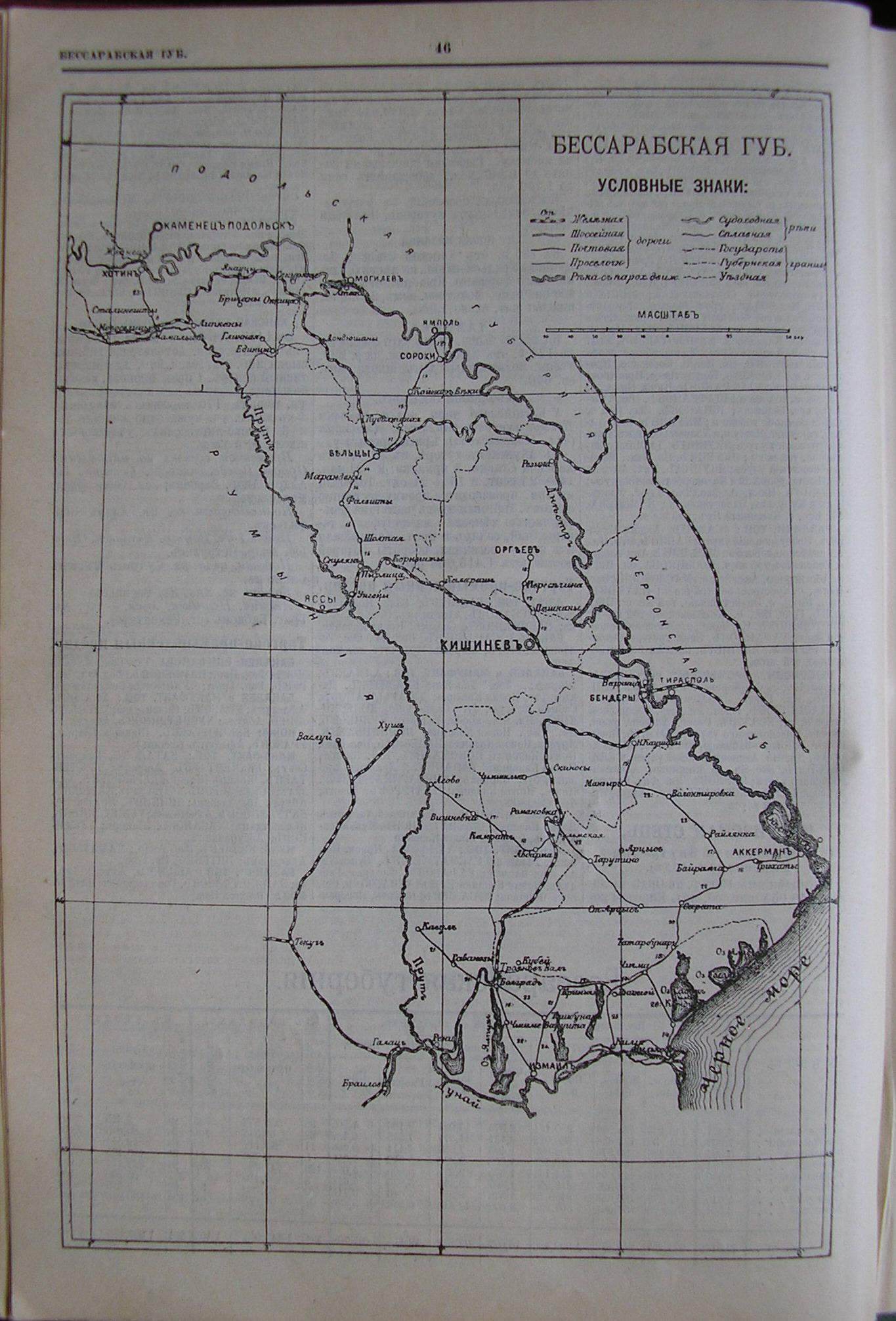
1902
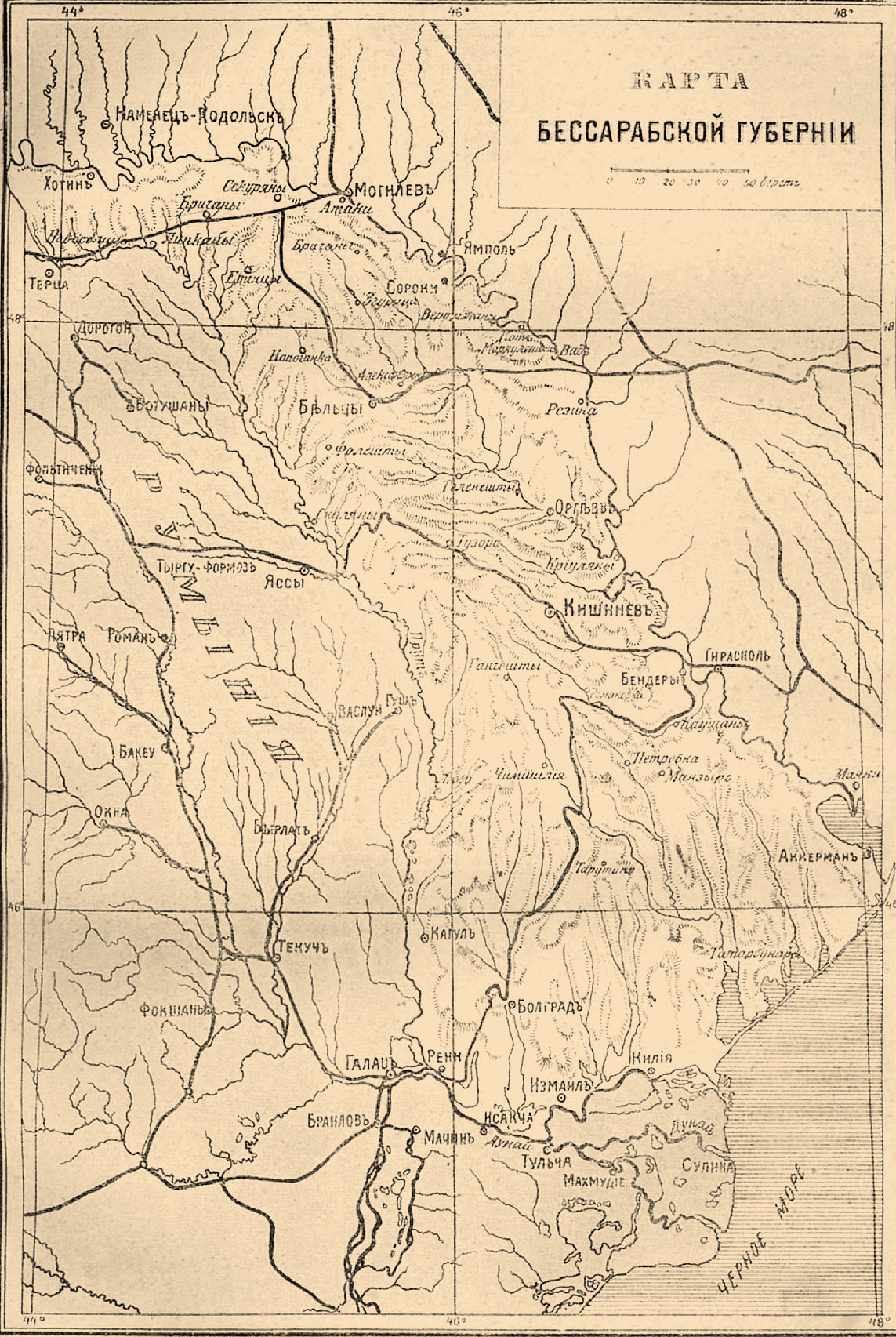
cca. 1906